# 都市対抗野球大会
都市対抗野球大会（としたいこうやきゅうたいかい、the Intercity Baseball Tournament）は、毎年夏に行われる社会人野球のトーナメント大会である。「都市対抗野球」、また単に「都市対抗」ともいう。

## 概要
1927年（昭和2年）に第1回大会が行われた、日本有数の歴史の古い野球のトーナメント大会である。1941年（昭和16年）の戦争による中止、1943年（昭和18年）から1945年（昭和20年）には戦争による大会中断もあった。
第1回大会の開催は、まだ日本国内にプロ野球（職業野球）が発足する以前であり、東京日日新聞の記者の発案・企画により大会の意義や、地域対抗の形が整えられた。
「都市対抗」という名称であるが、その都市で独自に選手を集める主体がいるわけではなく、実質的にはその都市にある企業が都市代表として戦うスタイルを取っている。
社会人野球日本選手権大会と並ぶ社会人野球の二大タイトルとなった現在においても、「都市名・チーム名」という独特の表記がなされており、出場チームは、その所在都市を代表する意味で都市長または町長の推薦状を提出するほか、ユニフォームの右袖に都市町章を貼付することになっている。
本大会独自の制度である「補強選手制度」や「表彰制度」を特徴とするとともに、企業特色・郷土色豊かな応援合戦が行われる等、「地域・都市の代表」として出場する各地の社会人・クラブチームによりアマチュア野球日本一の座を争う大会となっている。

### 主催・後援
毎日新聞社が東京日日新聞時代から続けて主催を続けている。1949年（昭和24年）には日本社会人野球協会（現・日本野球連盟）が発足し、翌1950年（昭和25年）以降、同協会（連盟）と毎日新聞社との共催となった。
また、毎日新聞社系列のスポーツ紙であるスポーツニッポン新聞社が後援しているほか、第84回大会（2013年）からは「都市を代表するチーム同士の大会により地域振興がはかられている」との理由で総務省が後援に名を連ねている。

## 年譜

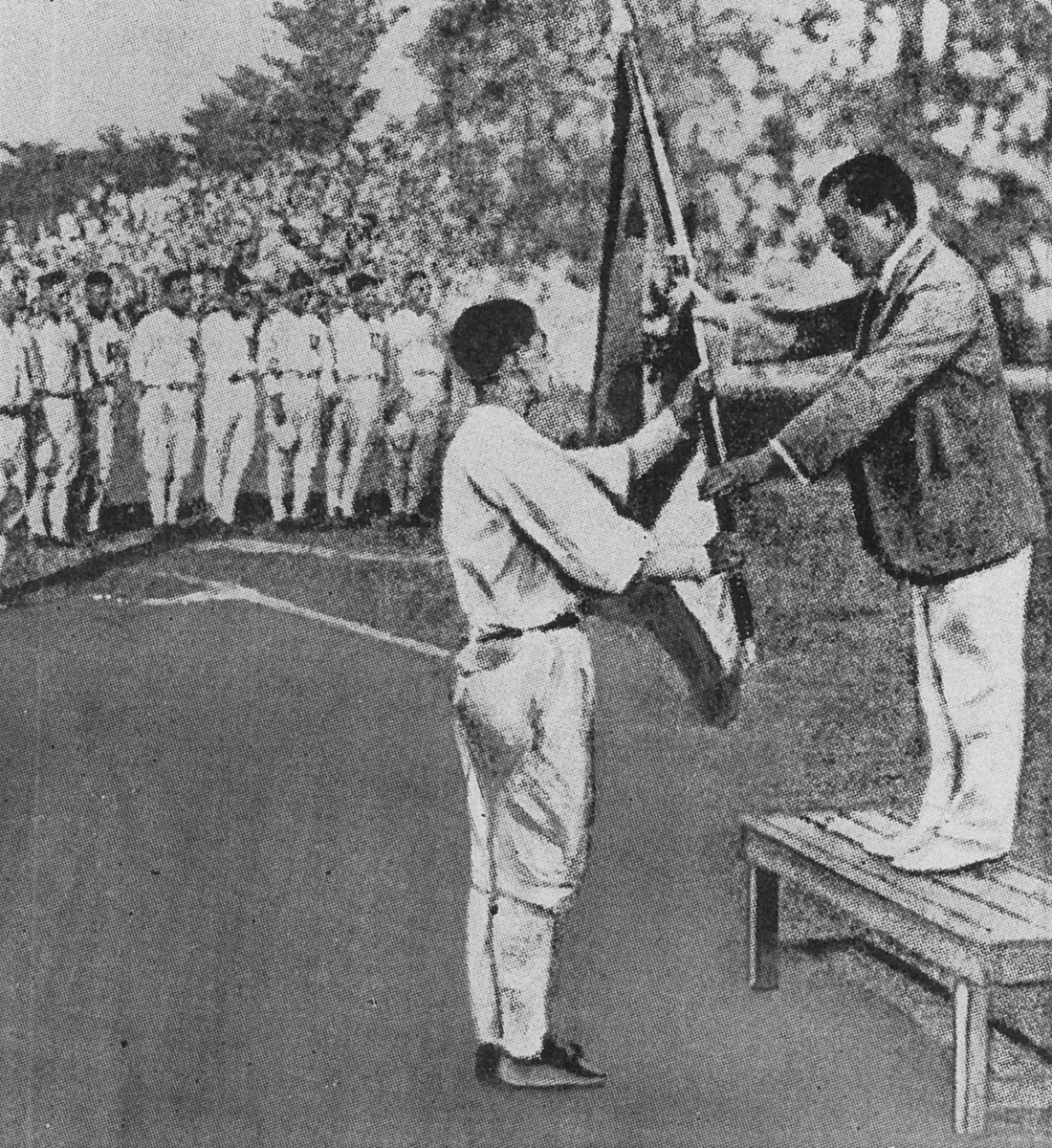
第1回大会表彰式（1927年8月9日）

略歴における用語は以下の記事に詳述している。

### 昭和前期
- 1927年 第1回全日本都市対抗野球大会開催（神宮）。
- 1933年 第7回大会。最優秀選手表彰制度開始。
- 1934年 第8回大会。初代テーマ曲「都市対抗野球行進歌」を制定。
- 1935年 第9回大会。満洲国成立に伴い、大会名を都市対抗野球大会とする。主催者推薦がなくなり、出場全チームが予選を経ることとなる。
- 1936年 第10回大会。橋戸信の死去に伴い、最優秀選手賞を「橋戸賞」とする。
- 1938年 第12回大会。前年秋に開場した後楽園球場に会場を移す。
- 1939年 第13回大会。殊勲賞表彰制度開始。
- 1941年 第15回大会が、予選を終了しながら当局の指示により大会中止に（回次は有効とされる）。
- 1943年 - 1945年 戦局悪化に伴い、大会中止。

### 昭和中後期
- 1946年 第17回大会で大会復活。3位決定戦が初めて行われる。
- 1947年 第18回大会。前年優勝チームの推薦出場制度開始（1957年まで続き、1958年にいったん廃止、1959年に1年限りで復活。1963年から再度制度運用）。殊勲賞を「久慈賞」に改称。3位チームへの黄獅子旗授与開始。
- 1949年 第20回大会。日本社会人野球協会が主催者に名を連ね、毎日新聞社との共催となる。2代目テーマ曲「都市対抗を讃える野球の歌」を制定。
- 1950年 第21回大会。補強制度が開始される。
- 1954年 第25回大会。初めてナイトゲームが日程に組み込まれる。
- 1955年 第26回大会。10年連続出場選手表彰制度開始。
- 1956年 第27回大会。小野三千麿の死去に伴い、「小野賞」を創設。
- 1963年 第34回大会。応援団コンクール開始。
- 1964年 第35回大会。米軍占領下の沖縄から1チーム（琉球煙草）が招待出場。
- 1968年 第39回大会。3位決定戦が廃止になる。
- 1973年 第44回大会。「若獅子賞」創設。
- 1977年 第48回大会。コールドゲーム制度運用開始。
- 1979年 第50回大会。金属バットの使用開始。
- 1980年 第51回大会。国際大会との関係で秋に大会開催。
- 1988年 第59回大会。会場を後楽園球場からこの年の3月に開場した東京ドームに移す。

### 平成時代
- 1989年 第60回大会。指名打者制度運用開始。
- 1997年 第68回大会。前年優勝チームの推薦出場制度が再び廃止。出場全チームが予選突破を必要とされる。
- 2002年 第73回大会。金属バットの使用が禁止され、木製バットに回帰。この年から2010年まで8月下旬-9月初旬の開催に繰り下げ[注釈 1]。
- 2003年 第74回大会。タイブレーク制度運用開始。
- 2011年 第82回大会。東日本大震災の影響により1年限りで京セラドーム大阪で日本選手権を兼ねて開催。前年優勝チームの推薦出場制度が2度目の復活。

### 令和時代
- 2019年 第90回大会。90回開催と日本野球連盟設立70周年を記念し、3代目テーマ曲として社会人野球の歌「我街（われら）の誇り」が制定される。
- 2020年 第91回大会。東京オリンピック開催にかかわる警備上の問題や、交通渋滞などの混雑緩和、プロ野球の日程を考慮し、11月22日から12月3日に開催を設定された[注釈 2]。東京オリンピックは新型コロナウイルス感染拡大のため翌年に延期となったが、都市対抗野球の日程は変更なく[注釈 3]、予定通り11月から12月に開催された。
- 2021年 第92回大会。当年に延期された東京オリンピック開催にかかわる警備上の問題や、交通渋滞などの混雑緩和、プロ野球の日程を考慮し、11月28日から12月9日に開催された[注釈 4]。
- 2022年 第93回大会。3年ぶりに本来の夏に日程を戻し、開催された。

## 歴史

### 発足
第1次世界大戦が1918年（大正7年）に終結すると、好景気に沸いた企業や官公庁は、相次いで野球部を発足させた。こうして、社会人野球の日本一を決めようという機運が盛り上がった。
野球の普及、人気の拡大から、同時代（大正～昭和前期）には、学生野球において、以下のような、今日まで現存する著名な大会やリーグが発足した。
- 1915年（大正4年）：全国中等学校優勝野球大会（現：全国高等学校野球選手権大会）
- 1924年（大正13年）：選抜中等学校野球大会（現：選抜高等学校野球大会）
- 1925年（大正14年）：東京六大学野球連盟
  - 翌1926年（大正15年）に摂政宮賜杯を下賜された（後の天皇杯）
- 1931年（昭和6年）：五大学野球連盟（現：東都大学野球連盟）

なお、日本野球連盟（職業野球、プロ野球）発足はさらに後の、1936年（昭和11年）まで待たねばならない。
このような世相の中、東京日日新聞（現在の毎日新聞社）の新聞記者であった島崎新太郎は、中等野球以上の意義深い大会を実施したいと発案した。同新聞社運動記者である橋戸信（筆名：橋戸頑鉄）が、企業等の構成員の士気高揚や、野球の発展への意義を各所に説き、またメジャー・リーグの地元に根ざしたフランチャイズ制を手本に「都市を背景にした対抗戦」を計画し、都市対抗野球大会を実現させた。
1927年（昭和2年）に開催された第1回大会は、鉄道会社5、クラブチーム7の計12チームで開催され、外地から大連市・満洲倶楽部（大連満ク）が初代優勝を飾った。第1回参加チームは、予選を経ず、主催者からの推薦によって選出された。
やがて固定ファンもつき、「夏の球宴」として人気を博すようになった。

### 中断と復活、NPB発足による危機
第二次世界大戦（太平洋戦争/大東亜戦争）の影響により、1942年（昭和17年）の第16回大会を最後に中断された。
終戦後、1946年（昭和21年）に第17回大会が開催されて復活した。さらに翌1947年（昭和22年）の第18回大会は、昭和天皇・香淳皇后の天覧となった。
1949年（昭和24年）、プロ野球再編の結果、日本野球機構（NPB、2リーグ制）が15球団で発足すると、都市対抗で活躍した社会人選手たちも、多数がプロ野球に移籍した。プロに引き抜かれた選手は、百数十名に達した。この窮地に、毎日新聞社は実業団野球チームをまとめる全国組織として日本社会人野球協会を発足させ、翌1950年（昭和25年）の第21回大会以降は同協会と毎日新聞社の共催となった。そしてこの21回大会より、補強選手制度（後述）が実質的に運用されるようになった。

## 開催時期
2022年現在、全国大会の開催時期は7月下旬となっている。これに先立ち、1次予選が概ね4月から5月、2次予選が5月から6月に各地区ごとに行われる。

### 2001年まで
2001年（平成13年）までは原則として7月下旬-8月上旬の夏休みの初めに開催されていた。前述のとおり、黎明期より「夏の球宴」の異称があった。例外は以下のとおり。
- 第51回（1980年）はIBAFワールドカップの開催に伴い11月開催となった。
- 第63回（1992年）と第67回（1996年）は、夏季オリンピック（当時、硬式野球が公式種目とされていた）と平年の開催日が重なってしまうという理由で、8月下旬ないし9月上旬に延期された。

### 2002年以降の動向
2002年（平成14年）の第73回大会から8月下旬-9月上旬の開催に変更された。集客と注目度アップを目的に全国高等学校野球選手権大会やプロ野球オールスター戦などの日程と重ならないよう、開催時期を約1か月遅らせた。
2011年（平成23年）2月、日本野球連盟により2012年度の大会から再び7月の開催に戻す方針が決まった。主催者・毎日新聞の記事 によると、これは社会人硬式野球の大会日程が2003年以後1か月以上も延長されたことで、「選手が社業に関わる時間が減ることで職場とのかい離が進む恐れがある」事や、国際大会（アジア野球選手権大会、アジア競技大会、IBAFワールドカップ、IBAFインターコンチネンタルカップ 他）と日本選手権の日程が重複するケースも多いため、大会日程を見直すべきだという意見があったため。
このため社会人硬式野球の日程を10月末までに終わらせられるように見直すという観点から、2大大会や日本選手権に付随するJABA大会の日程見直しを目指すことにし、都市対抗の開催を2002年以来続けた8月下旬-9月初めの開催を見直して、2001年以前と同じ7月中-下旬の開催に戻す方向で調整することになり、第83回大会（2012年）は7月13日の開幕が発表された。
後述の通り、2011年の第82回大会は東日本大震災の影響により10月開催となったが、2012年（平成24年）の第83回大会は当初の予定通り7月に行われ、翌年以降も同時期の開催となっている。これ以後は概ね、7月第3月曜日の海の日の直近の週末を初日とし、開会式前日のプロ野球の試合がナイターである場合は初日は1試合のみ、2日目から8日目までは毎日3試合、9日目は2回戦2試合と準々決勝1試合、準々決勝の残り3試合は10日目に行う。開会式前日のプロ野球の試合がデーゲームであるか、もとから試合がない時は初日から8日目まで（1・2回戦）は毎日3試合、準々決勝は9・10日目に各2試合を充てる（5・10回ごとの記念大会は別に定める）。
なお、2020年（令和2年）の第91回大会は東京オリンピックが平年の都市対抗の開催時期で行われるという前提から、警備や交通規制などの問題も踏まえ、開催期間を11月22日～12月3日に変更。これと入れ替わりで、日本選手権は7月に行うこととされたが、新型コロナウイルス感染拡大の問題で、日本選手権は中止となった。2021年の第92回大会も当年に延期となった東京オリンピックが開催されるのに伴い、開催期間を11月28日～12月9日に開催時期を変更して行われ、前年よりも1週間程度遅い会期であったため、大会史上最も遅い開幕・閉会となった。なおこの年も日本選手権大会は6～7月に前倒しされているが、前年とは異なり予定通り実施された。
2025年の第96回大会は、NPBの日程の兼ね合いで、今回に限り通常より1カ月半遅く、8月28日から9月8日の予定で開催される。

#### 東日本大震災の影響での延期と「日本選手権」兼務
2011年（平成23年）3月11日に発生した東北地方太平洋沖地震（東日本大震災）の影響を受け、電力事情を考慮する形で主催者の日本野球連盟は3月25日の協議で、8月26日からの第82回大会の開催を秋に延期し、東京ドームでの開催を見合わせると同時に、10月29日から開催する予定だった「第38回日本選手権大会」の単独開催を取り止めとし、会期を10月22日からに前倒しのうえで、本年度に限り都市対抗を日本選手権を兼ねた大会（ただし日本選手権としての回数にはカウントせず）として行い、優勝チームを日本選手権者とすることを決めた。日本選手権と都市対抗が兼務となるのは日本選手権が単独大会となる前の1972年以来である。
その後、この第82回大会は関東以外では史上初めて、同10月22日から11日間にわたり、京セラドーム大阪で行うことが発表された。この大会の優勝チーム・JR東日本硬式野球部に対しての優勝表彰状には「本年度の社会人野球日本一と認定致します」という件があった。

## 大会方式
トーナメント方式で、敗者復活戦は行われない（予選では用いられることがある）。第17回大会（1946年）から第38回大会（1967年）までは準決勝敗退チーム同士による3位決定戦が行われていたが、現在では行われていない。

### 試合形式・ルール
- 原則として公認野球規則にのっとり行われるほか、アマチュア野球内規及び日本野球連盟内規も適用される。
- バットは木製バットを用いる。（第50回大会（1979年）から第72回大会（2001年）までは金属バットを使用。）
- 指名打者制度を用いる（チームの判断で指名打者を置かないとすることも可能である）。指名打者制度が導入されたのは第60回大会以降。

#### コールドゲーム
第49回大会（1978年）から、コールドゲーム制度が導入された。7回または8回終了時に10点以上の点差があった場合、以後のイニングを行わない。ただし、決勝戦ではコールドゲーム制度は適用されない。

#### タイブレーク
第74回大会（2003年）からタイブレーク制度が導入された。導入当初の要件は以下の2点をいずれも満たすこと。
1. 試合開始から4時間以上であること
2. 延長13回以上であること

この条件を満たし、新しいイニングに入るときには、一死満塁の状態から攻撃を開始する。そのイニングの先頭打者は、前の攻撃イニング最終打者の次打者（継続打順）。一塁走者は前の攻撃イニング最終打者、二塁走者は一塁走者の前の打順の打者、三塁走者は二塁走者の前の打順の打者が入る。この場合、あらかじめ置かれた走者が生還したとき、打点及び得点は記録されるが、投手に自責点は記録されない。また、タイブレークの1イニングは記録上3分の2回とされる。
この制度において、2003年から2008年までの間に、実際に適用された試合は第76回大会1回戦の七十七銀行対デュプロ戦（延長14回からタイブレークに入り、延長15回の末、七十七銀行 9x-8 デュプロ）の1試合のみであった。
第80回大会（2009年）からは、試合時間に関係なく、延長11回からタイブレークを適用することとした（ただし準決勝以後は従前に同じ）。第80回大会では4試合、第81回大会では5試合にタイブレークが適用された。
第82回大会（2011年）からは、試合時間に関係なく、延長12回から選択打順によるタイブレークを適用することとした。12回の打順は、12回の攻撃前に監督が開始打者を指定し、13回以降は前回からの継続打順となる。なお、準決勝及び決勝戦では、このタイブレーク制度は第87回大会（2016年）より試合時間が5時間超過で適用することになっている。
第89回大会（2018年）からは、WBSCの基準に合わせるため、これまでの「選択打順で一死満塁から」から「継続打順で無死一、二塁から」に変更された。
第91回大会（2020年）、および、第92回大会（2021年）においては、新型コロナウイルス感染症感染予防対策として試合時間短縮のため、｢延長10回から、選択打順で一死満塁から｣に変更された。なお、決勝戦においては9回を終了し試合時間が4時間超過で適用されることとなった。
第93回大会（2022年）からは、決勝戦を含め、延長10回からタイブレークを適用することになった。同時に第89回大会と第90回大会で採用された「継続打順で無死一、二塁から」に戻した。

#### ピッチクロック
2023年より、社会人野球の『スピードアップ特別規程』制定と同時に導入された。試合のスピードアップを目的に、投手の投球間隔への時間制限や牽制球の回数制限を定めている。
- 投手は、走者がいない場合には12秒以内に投球動作を開始しなければならない。違反した場合は、1ボールが追加される。
- 投手は、走者がいる場合には20秒以内に投球動作を開始しなければならない。違反した場合は、1回目は投手に警告を与え、2回目以降は1ボールが追加される。
- 走者がいる場合の牽制球は、同一の打者が打席についている間に2回まで行うことができる。牽制球が3回以上行われた場合には、ただちにボークが宣告される[注釈 8]。

メジャーリーグ（MLB）で導入されたピッチクロックとの比較は次の通りである。
| 内容     | 内容         | メジャーリーグ                        | 社会人野球                                                              |
| -------- | ------------ | ------------------------------------- | ----------------------------------------------------------------------- |
| 投球動作 | 時間制限     | 走者なし：15秒以内 走者あり：20秒以内 | 走者なし：12秒以内 走者あり：20秒以内                                   |
| 投球動作 | 違反した場合 | どちらの場合も1ボールが追加           | 走者なし：1ボールが追加 走者あり：1回目は警告、2回目以降は1ボールが追加 |
| 打つ準備 | 時間制限     | 8秒以内                               | 規定なし                                                                |
| 打つ準備 | 違反した場合 | 1ストライクが追加                     | 規定なし                                                                |
| 牽制球   | 回数制限     | 1打席に合計2回まで                    | 1打席に合計2回まで                                                      |
| 牽制球   | 違反した場合 | ボークを宣告                          | ボークを宣告                                                            |

第94回大会では、ピッチクロック用のタイマーがバックネット裏に2台、一塁ベンチと三塁ベンチの横にそれぞれ1台ずつの合計4台が設置されている。

## 予選
大会に出場するには各地区の予選を勝ち抜く必要がある。地区は適宜見直しが行われており、第89回大会においても地区割りが変更された。現行の地区割りと出場チーム数は次のとおりとなっている。（括弧内は本戦出場チーム数）
- 北海道地区（1）
- 東北地区（2）
- 北信越地区（新潟・長野・富山・石川・福井）（1）
- 北関東地区（茨城・栃木・群馬）（2）
- 南関東地区（埼玉・千葉）（3）
- 東京地区（4）
- 西関東地区（神奈川・山梨）（2）
- 東海地区（静岡・愛知・岐阜・三重）（6）
- 近畿地区（5）
- 中国地区（2）
- 四国地区（1）
- 九州地区（2）

これに加え、前年大会優勝チームは主催者推薦として予選免除されて出場する。
本戦に出場するチームは基本的にそのチームのホームタウンとなる市町村代表として出場するためマスコミではチーム名の後に括弧くくりでその市町村名を併記している。但し主催新聞社の毎日新聞だけ逆で市町村名を優先してチーム名を括弧くくりとしている。また東京特別区（東京23区）については、ホームタウンの特別区名ではなく一律「東京都代表」として扱われる。また、複数の都市を拠点とするチーム（JFE西日本、三菱重工Westなど）が出場した場合、特例で「複数都市の代表」扱いとなる。
予選の地区割りの主な変遷
- 第26回（1955年）　記念大会を除き、25チームで行われた最初の大会（推薦、北海道、東北、北関東、南関東、東京(特別区)、川崎市、横浜市、山静、信越(新潟、長野、富山)、名古屋市、東海(愛知、岐阜、三重)、北陸(石川、福井、滋賀)、近畿、京都市、大阪市、神戸市、中国、四国、北九州、南九州）
- 第27回（1956年）　推薦出場が廃止される。
- 第34回（1963年）　推薦出場が復活する。九州地区が北九州市と九州に再編される。
- 第41回（1970年）　東海・北陸・近畿が東海北陸（愛知、岐阜、三重、石川、福井）・東近畿（大阪、滋賀）・西近畿（兵庫、和歌山）に再編される。
- 第42回（1971年）　この大会以降、記念大会を除き、32チーム出場となる。
- 第44回（1973年）　北九州市が九州に統合され、九州全域が1地区となる。
- 第49回（1978年）　都市単独の出場枠（東京特別区、横浜市、川崎市、名古屋市、京都市、大阪市、神戸市）が解消され、都道府県単位（東京全域、神奈川、愛知、京滋、阪和、兵庫）に再編される。
- 第51回（1980年）　愛知が東海北陸に統合される。
- 第54回（1983年）　北関東と南関東の間で次点チームによる関東地区代表決定戦が導入される。
- 第61回（1990年）　山梨が山静から南関東に移り、静岡単独となる。東海北陸・信越が東海（愛知、岐阜、三重）・北信越（新潟、長野、富山、石川、福井）に再編される。
- 第67回（1996年）　奈良県連盟発足に伴い、奈良が阪和に編入される。
- 第68回（1997年）　推薦出場が廃止される。奈良が京滋に移され、京滋奈となる。静岡と東海の間で代表決定戦が導入される。
- 第73回（2002年）　静岡が東海に統合される。（代表決定戦は廃止。）関東地区代表決定戦に東京と神奈川も参加するようになる（北関東は隔年で参加）。京滋奈・阪和・兵庫の間で近畿地区代表決定戦が導入される。
- 第77回（2006年）　推薦出場の代わりに前回大会優勝チームの所属地区の代表枠を増枠する制度が導入される。
- 第82回（2011年）　推薦出場が復活する。（増枠制度は廃止。）
- 第83回（2012年）　神奈川に南関東から山梨が加わり、西関東となる。京滋奈・阪和・兵庫が統合され近畿地区となる。（代表決定戦は廃止。）関東地区における代表決定戦が廃止される。

### 2次予選
上記のとおり、12の地区において予選が行われる。ほとんどの地区では本戦出場を決めるための予選に出場するため、事前に単独または複数の都道府県を単位とする1次予選を行い、これを通過したチームのみ予選参加資格を与えている。1次予選と対比する意味で、本戦出場をかけて行われる予選を2次予選と呼ぶ。
2次予選での次点による敗退チーム間による広域地区予選（関東地区および近畿地区）が行われていたが、第83回大会から予選が変更され、次点チームにより行われるさらなる予選は実施されなくなった。

#### 予選形式
2次予選の形式は地区連盟が定めることができ、トーナメントやリーグ戦が用いられる。出場チーム数の増減などにより方式が変更されることもしばしばある。
以下は第91回大会予選（2020年）において各地区で採用された形式であるが、その後も変更がしばしばおこなわれている。
- 北海道地区

1次予選を勝ち抜いた4チームによるリーグ戦。上位2チームの勝敗が同じ場合は代表決定戦を行い、上位3チームの勝敗が同じ場合は 代表決定戦「巴戦」を行う。
- 東北地区

1次予選を勝ち抜いた12チームによる敗者復活併用トーナメントを行う。
- 北信越地区

1次予選を勝ち抜いた8チームがトーナメントを行う。2015年までは敗者復活トーナメントを併用して、それぞれの勝者が代表決定戦を行っていたが、2016年に敗者復活戦が廃止された。
- 北関東地区

1次予選を勝ち抜いた8チームによる敗者復活併用トーナメントを行う。
- 南関東地区

1次予選を勝ち抜いた6チームによる敗者復活併用トーナメントを行う。
- 東京地区

1次予選を勝ち抜いた2チームと1次予選を免除された6チームの計8チームによる敗者復活併用トーナメントを行う。
- 西関東地区

1次予選を勝ち抜いた6チームと1次予選を免除された3チームの計9チームで3つのブロック決定トーナメントを行った後、各トーナメント1位のチームでリーグ戦を行う。リーグ戦で3チームの勝率が並んだ場合は、代表決定トーナメントを行う。
- 東海地区

1次予選を勝ち抜いた2チームと1次予選を免除された14チームの計16チームが敗者復活併用トーナメントを行う。
- 近畿地区

1次予選を勝ち抜いた7チームと1次予選を免除された7チームの計14チームが敗者復活併用トーナメントを行う。
- 中国地区

1次予選を勝ち抜いた8チームが4チームずつ2リーグに分かれ総当たりのリーグ戦を行う。各リーグ上位2チームずつによる敗者復活併用トーナメントを行う。
- 四国地区

1次予選を勝ち抜いた4チームによるトーナメントを行う。
- 九州地区

1次予選を勝ち抜いた12チームが敗者復活併用トーナメントを行う。

### 1次予選
2次予選に出場するチームを決定するために行われる予選であり、原則として1県を1地区として上位1～数チームに2次予選出場権を与える。所属チーム数が少ない県においては、隣県にまたがった地区において合同の1次予選を行うこともある（例：岡山・鳥取・島根）。また、1県による1次予選を突破したチームに隣県との合同1次予選出場権を与える場合もある（例：静岡1次予選・愛知1次予選・三重1次予選の上位チームに静岡・愛知・三重合同1次予選の出場権を付与）。この場合に行われる合同1次予選は他の1次予選と同等に扱われる。
1次予選には各都道府県連盟に所属する企業チームは参加しない（免除される）ことが決して少なくない。これは、実力差が著しいことから企業チームに1次予選の免除特権を与え、同時にクラブチームに実戦機会を多く与えることが目的である。一部の県では企業チームとクラブチームの交流を図るため、企業チームに1次予選からの出場を求めるものもあるが、ほとんどの試合では圧倒的な大差がつく。なお、企業チームが1次予選に出場する場合、準決勝・決勝から登場するなどスーパーシードとなる、あるいは企業チームのみ別枠で2次予選（出場は確定している）の代表順位を決定するために試合を行うところもある。

## 補強選手
「補強選手制度」は都市対抗野球独特のシステムで、各地区代表のチームが同地区の地方予選で敗退したチームから大会限定で、最大3名まで選手をレンタルすることができる制度である。場合によっては、地区予選で敗退したチームの選手が本大会でそれぞれ違うチームのユニフォームを着て対戦するケースもある。また、所属チームの休部、解散等によって、以前に補強選手として招集されたチームに移籍するケースもある。なお、前年度優勝チームは本大会に推薦出場することができる代わりに、補強選手制度を使用することはできない（ただし、過去には推薦を辞退し地区予選に参加して本大会出場を決め、補強選手制度を使用した例がある。後述：#前年度優勝チームの連覇）。
各チームが「都市代表≒地区代表」として出場している所以であり、出場チームにとっては自らのチーム弱点を補うというメリットがある 一方で、補強選手によりチームの陣容が変わるため、ある意味では賭けともなる。また、選手にとっては、10年連続で自分の所属しているチームが本戦に出場することはきわめて困難であり、コンスタントに補強選手に選ばれることが10年連続出場表彰（後述）に不可欠である。
公認野球規則1・11(a)(1)により、同一チームの選手は同一のユニフォームを着用することが義務付けられているため、本大会出場チームは補強選手のユニフォームを用意することとなる。多くの場合で補強選手に与えられる背番号は自チームの選手が使う番号（おおむね1桁から20番台）よりも大きな30番台であるが、自チームの選手が使用する背番号に空き番号がある場合、補強選手が空き番号をつけることもある。また、場合によっては補強先チームでベンチ入り登録から漏れた選手がつけていた背番号をつけることもある。補強選手は本戦開幕日の2週間前の日からチームに合流する。その間に公式戦が行われた場合、大会主催者の判断で補強選手が合流先チームの一員として試合に出場することも可能である。
同地区内での補強が行われるため、ライバルチームに補強されるケースが多くなるが、補強に選出された選手はこれを拒むことができないとされている。
なお、補強選手を選ぶことは出場チームの義務ではなく、補強選手制度を使わない、あるいは1～2名のみ補強するというケースも珍しくない。最近では企業チームの減少が進み、有力チームの大半が本戦に出場することから補強選手を選ぶことができず、結果として本戦に補強選手制度を使わないチームが続出している。また、クラブチーム所属の選手は仕事の融通も難しく選出しづらい事情もある。そのため第81回大会（2010年）から1チームの補強選手の上限が引き下げられた（後述）。

### 経緯
- 1950年、それまで8球団で行われていたプロ野球が2リーグ分立等に伴い、一挙に15球団に膨れ上がった。プロ選手の供給源として、百数十名に及ぶ選手たちが社会人野球から引き抜かれていった[4]。都市対抗大会のレベルの低下を懸念し、地区予選で敗退したチームから選手を期間限定で借り受ける制度を創設した。制度は第21回大会大会から運用された[5]。
- 1950年から1977年までは、各県ごとの1次予選終了時、2次予選進出チームは1次予選敗退チームから5名までの補強選手を選ぶことが可能だった[5]。その後2次予選終了後でも補強が可能であったので、各チーム最大10名までの補強が許されていた。補強制度の活用が、大阪市代表の全鐘紡の三連覇（1950年～1952年）の原動力となった[5]。
- 1978年から2009年までは1次予選終了後の補強が行われず、2次予選終了後に補強選手を1チーム5人まで選抜していた。
- 2010年から、1チームの補強選手の上限が3人に減らされた。

### 選抜方法
- 2次予選終了後に各チームの監督等役員が選抜を行う。
- 同一地区に複数の代表チームがある場合は、第1代表チームが選抜を終えたのちに第2代表チームが選抜を行っていく。すなわち、優秀な選手は上位出場チームの補強選手となることが多いことから、予選での勝ちあがり順位も本戦での上位進出のかぎとなる。
- 1次予選で敗退したチームから選手を選抜することも可能（近年はほとんど行われていない）。

## 組み合わせ抽選
第73回大会（2002年）から、ファンの要望を受けて公開で行われるようになった（会場は年によって異なる）。
地区ごとに代表が出場すること、同一企業から複数のチームが出場する可能性があること等から、次のように組み合わせ抽選が行われる。
- まず32チームのトーナメントの「やぐら」を作り、左から1番、2番…31番、32番と番号を振る。次に1番から8番までをAブロック、9番から16番までをBブロック、17番から24番までをCブロック、25番から32番までをDブロックとする。
- 推薦出場の前回優勝チームが1番（開幕戦）に入る。
- 1万人以上の観客動員を条件に、事前申請したチーム（第95回大会では13チーム）を「特定試合シード」として、初戦を希望する日時の試合に割り振る。特定試合シードのチームは同一地区、同一企業グループ同士の対戦が認められる。
- 同一企業グループ[注釈 16][注釈 17]同士の初戦での対戦を避けるため、対象チームの抽選を行う。
- 同一地区同士の初戦での対戦を避けるため、代表数の多い地区から抽選を行う。
- 1回戦の試合日時の抽選を行う。（1回戦・2回戦の連戦は避ける）
- 32チームがやぐらに割り振られた後で、次の2点に着目した確認が行われ、場合によってはベンチサイドの交換が行われる。
  - 同一企業内チームが連続して試合が行われる場合、同一のベンチを使えるようにする。
  - 特定シードチームが連続して試合が行われる場合、同一のベンチを使わないようにする（スムーズな観客入れ替えが困難になるため）。
- これらの関係もあり、1回戦（5・10回区切りの記念大会の時は1、2回戦）は必ずしもトーナメント表の左側（上側）から順に開催するとは限らない。
- 推薦出場が認められている前回大会優勝チーム（ディフェンディングチャンピオン）は、開幕日の試合出場が約束されている（原則として、開幕戦に出場する。ただし推薦枠がなかった1997年から2010年まで、および記念大会の特例として2回戦の最初の試合[注釈 18] として行われた2014年を除く）
- 記念大会で出場チームが32チームを超えるとき、増枠された地区の最後の代表枠のチーム（第85回大会の場合は、東京第4代表と、東海第7代表）が自動的に1回戦に割り当てられる。

### 1日に割り当てられる試合数
- 出場チーム数及び総試合数により異なるが、32チーム・31試合となる年は、
  - 初日前日のプロ野球がナイターである場合、原則として1日目に1回戦1試合、2日目から6日目まで1回戦3試合ずつ、7日目と8日目は2回戦3試合ずつ、9日目は2回戦2試合と準々決勝1試合、10日目は準々決勝3試合、11日目は準決勝2試合、12日目に決勝戦を行う。
  - 初日前日がデーゲームであるか、もとから試合が組まれていなかった場合は1－8日目（1・2回戦）は3試合ずつ。準々決勝は9・10日目に2試合ずつをおこなう。
  - 一方で、記念大会で34チーム・33試合となる年は、1日目に1回戦2試合・2回戦1試合、2日目から6日目まで2回戦3試合ずつ、7日目と8日目は3回戦3試合ずつ、9日目は3回戦2試合と準々決勝1試合、10日目は準々決勝3試合、11日目は準決勝2試合、12日目に決勝戦を行う。
- 例外として、
  - 2005年（第76回大会）までは11日間に渡って行われ、1回戦・2回戦の行われる初日から8日目までは1日3試合、9日目準々決勝は4試合一括、10日目準決勝2試合、11日目に決勝戦を行っていた（第76回大会は会場の都合等で2回戦を1日に4試合組んだ日もあった）。
  - 2006年（第77回大会）から、会期が1日延長され12日間になった。これは準々決勝進出チームの連戦による健康被害を最小限に留めることや、1日4試合にすることで、第4試合の試合終了が午前0時近くになることの弊害を避けるため。そこで、初日の開会式直後の試合を1試合のみとして、2日目から10日目は1日3試合ずつとした。
  - 2011年（第82回大会　京セラドーム大阪）は初日が土曜日に設定されたため、2005年の大会と同じ形式で開催されることになった。
  - 2012年（第83回大会）は、再び2006年から2010年の大会と同一形式に戻った。
  - 2015年（第86回大会）は、開会日前日にプロ野球のオールスター第1戦が東京ドームで行われた都合で、開会日が土曜日になったことを踏まえ、第1・6日（1回戦の最初と最後の日）については調整上2試合のみの開催とした。
  - 2021年（第91回大会）初日（開会式当日）が日曜日だったため、それを含め、8日目（2回戦最終日）までの24試合は1日3試合ずつ開催。準々決勝は9・10日目の2日間に2試合ずつに分けて開催した。同様に夏季開催に戻った2022年（第92回）も、初日が祝日の海の日（7月18日）に当たるのと、前日のプロ野球がデーゲームだったため、上記と同じ日程となっている。
- 概ねの目安となる試合開始時刻は、
  - 第1試合 10時30分
  - 第2試合 14時00分（2試合日の第1試合は13時30分）
  - 第3試合 18時00分（2試合日の第2試合、1試合日）

1日目は1試合日となるが、開会式が行われるため、18時30分開始となる。
4試合開催する必要がある場合は第1試合から順に8時30分、12時00分、15時30分、19時00分に試合を開始する。
前の試合が長引いた場合、次の試合開始時刻は、前試合終了後約1時間後を目安に遅らせるが、早く終了した場合には試合開始時刻を繰上げることはない。

## 表彰
大会独特の表現が目立つ。

### 個人表彰
橋戸賞
最優秀選手賞にあたり、優勝チームから1人選出される。都市対抗野球を創設した橋戸信（橋戸頑鉄）にちなんでいる。
久慈賞
敢闘賞にあたり、準優勝チームから1人選出される（第18回大会のみ優勝チームから選出されている）。全日本の主将を務めた名捕手で、1939年8月19日に試合中の事故で死去した久慈次郎にちなんでいる。
小野賞
大会で素晴らしい活躍をした選手、監督、チームが選出される特別賞。都市対抗野球の発展に寄与した小野三千麿にちなんでいる。
なお上記の賞とは別の特別表彰がなされる場合もあり、2011年・第82回では、東日本大震災での被災を乗り越えながら、この大会本戦への参戦を果たしたJR東日本東北硬式野球部に対し、特設の「がんばろう!!日本特別賞」が贈られた。
若獅子賞
新人賞にあたり、大会で素晴らしい活躍をした新人選手（高卒選手は2年目まで、大卒選手は1年目のみ）が選出される。1名とは限らず、近年は3人同時受賞というケースもある。
10年連続出場
社会人野球チームはプロ野球の球団よりも選手の入れ替わりが激しく、10年間も主力で活躍できる選手は少ない。さらに各地区に複数の強豪チームが存在するため、自分のチームが毎年都市対抗野球に出場できるとは限らない。よって都市対抗野球大会の10年連続出場は自チームの主力のみならず、補強選手にもコンスタントに選ばれるほど実力が抜きん出ていて、大きな故障もない選手という証明である。
なお、1987年に鈴木政明（旧姓・山根） が大昭和製紙、ヤマハ発動機、プリンスホテルと所属チームの活動休止を移籍によって乗り越え、本大会20年連続出場の偉業をなしとげた。また、第81回大会では、監督として10年連続チームを本大会に導いた神長英一監督（日本通運）が制度開始以来初めて選手と同様に表彰を受けた。
なお、選手同様応援団員にも10年（チアリーダーは5年）連続出場の表彰制度があるほか（後述）、審判員も10年出場（こちらは「連続」の要件が入っていない）すると開会式において表彰される。
首位打者賞
大会を通じて高打率を残した打者に贈られる。受賞条件として、(1)準決勝進出チームに所属、(2)4試合以上に出場、(3)12打席10打数以上を記録することが必要となる。この条件を満たす打者のうち最も高い打率を残した者が獲得する（同率の場合は内規による）。
打撃賞
勝敗を決する場面での一打など、印象的な打撃を残した打者に贈られる。数値での条件はない。
優秀選手賞
ポジション別に選出される（指名打者含む）。全体として20人前後が選ばれる。特に規定はないがおおむね準々決勝以上に進出したチーム所属の選手が選出される。

### 歴代表彰選手
（かっこ内は都市名・チーム。山括弧は補強元チーム。）
| 回数   | 橋戸賞                                                  | 久慈賞                                                      | 小野賞                                                | 小野賞                                                | 若獅子賞                                                       | 若獅子賞                                                                | 若獅子賞                                    |
| ------ | ------------------------------------------------------- | ----------------------------------------------------------- | ----------------------------------------------------- | ----------------------------------------------------- | -------------------------------------------------------------- | ----------------------------------------------------------------------- | ------------------------------------------- |
| 第10回 | 井野川利春 （監督兼捕手：門司市・門司鉄道局）           |                                                             |                                                       |                                                       |                                                                |                                                                         |                                             |
| 第11回 | 角地孫之助 （投手：八幡市・八幡製鉄）                   |                                                             |                                                       |                                                       |                                                                |                                                                         |                                             |
| 第12回 | 土井寿蔵 （投手：東京市・藤倉電線）                     |                                                             |                                                       |                                                       |                                                                |                                                                         |                                             |
| 第13回 | 吉田正男 （投手：東京市・藤倉電線）                     |                                                             |                                                       |                                                       |                                                                |                                                                         |                                             |
| 第14回 | 野村武史 （投手：京城府・全京城）                       |                                                             |                                                       |                                                       |                                                                |                                                                         |                                             |
| 第15回 | 大会中止                                                | 大会中止                                                    | 大会中止                                              | 大会中止                                              | 大会中止                                                       | 大会中止                                                                | 大会中止                                    |
| 第16回 | 該当者なし                                              |                                                             |                                                       |                                                       |                                                                |                                                                         |                                             |
| 第17回 | 中原宏 （投手：岐阜市・大日本土木）                     |                                                             |                                                       |                                                       |                                                                |                                                                         |                                             |
| 第18回 | 村瀬保夫 （監督兼内野手：岐阜市・大日本土木）           | 中原宏 （投手：岐阜市・大日本土木）                         |                                                       |                                                       |                                                                |                                                                         |                                             |
| 第19回 | 宮崎要 （監督兼内野手：福岡市・西日本鉄道）             | 永利勇吉 （捕手：別府市・星野組）                           |                                                       |                                                       |                                                                |                                                                         |                                             |
| 第20回 | 荒巻淳 （投手：別府市・星野組）                         | 大道信敏 （内野手：吉原市・大昭和製紙）                     |                                                       |                                                       |                                                                |                                                                         |                                             |
| 第21回 | 高橋久雄 （外野手：大阪市・全鐘紡）                     | 櫛田由美彦 （捕手：東京都・熊谷組）                         |                                                       |                                                       |                                                                |                                                                         |                                             |
| 第22回 | 松井実 （内野手：大阪市・全鐘紡〈日本生命〉）           | 野口勝美 （外野手：大阪市・南海土建）                       |                                                       |                                                       |                                                                |                                                                         |                                             |
| 第23回 | 松井実 （内野手：大阪市・全鐘紡〈日本生命〉）           | 野見山博 （投手：二瀬町・日鉄二瀬）                         |                                                       |                                                       |                                                                |                                                                         |                                             |
| 第24回 | 黒柳巽 （投手：吉原市・大昭和製紙）                     | 種田吉富 （捕手：大阪市・全鐘紡）                           |                                                       |                                                       |                                                                |                                                                         |                                             |
| 第25回 | 井原数巳 （内野手：八幡市・八幡製鉄）                   | 大館盈六 （内野手：東京都・全藤倉）                         |                                                       |                                                       |                                                                |                                                                         |                                             |
| 第26回 | 松本豊 （内野手：大阪市・全鐘紡）                       | 山本治 （投手：高砂市・鐘淵化学）                           |                                                       |                                                       |                                                                |                                                                         |                                             |
| 第27回 | 藤田元司 （投手：横浜市・日本石油）                     | 大沢貞義 （監督兼投手：東京都・熊谷組）                     | 日立市・日本鉱業日立チーム                            | 日立市・日本鉱業日立チーム                            |                                                                |                                                                         |                                             |
| 第28回 | 島津四郎 （投手：東京都・熊谷組）                       | 堀本律雄 （投手：浦和市・日本通運）                         | 村上峻介 （投手：二瀬町・日鉄二瀬）                   | 村上峻介 （投手：二瀬町・日鉄二瀬）                   |                                                                |                                                                         |                                             |
| 第29回 | 伊藤正敏 （投手：横浜市・日本石油）                     | 井洋雄 （投手：二瀬町・日鉄二瀬）                           | 増山桂一郎 （監督：横浜市・日本石油）                 | 増山桂一郎 （監督：横浜市・日本石油）                 |                                                                |                                                                         |                                             |
| 第30回 | 西三雄 （投手：松山市・丸善石油）                       | 出沢政雄 （内野手：釜石市・富士鐵釜石〈常磐炭鉱〉）         | 釜石市・富士鉄釜石チーム                              | 釜石市・富士鉄釜石チーム                              |                                                                |                                                                         |                                             |
| 第31回 | 高林恒夫 （外野手：東京都・熊谷組）                     | 松浦三千男 （投手：門真市・松下電器〈鐘化カネカロン〉）     | 大沢貞義 （監督：東京都・熊谷組）                     | 大沢貞義 （監督：東京都・熊谷組）                     |                                                                |                                                                         |                                             |
| 第32回 | 杉本和喜代 （投手：横浜市・日本石油〈日本鋼管〉）       | 鬼頭忠雄 （投手：名古屋市・新三菱重工）                     | 大工勝 （投手：姫路市・富士鐵広畑）                   | 大工勝 （投手：姫路市・富士鐵広畑）                   |                                                                |                                                                         |                                             |
| 第33回 | 佐々木吉郎 （投手：横浜市・日本石油）                   | 鬼頭忠雄 （投手：名古屋市・新三菱重工）                     | 今西良雄 （外野手：横浜市・日本石油）                 | 今西良雄 （外野手：横浜市・日本石油）                 |                                                                |                                                                         |                                             |
| 第34回 | 堤亨 （投手：京都市・積水化学）                         | 佐藤進 （投手：室蘭市・富士鐵室蘭）                         | 京都市・積水化学チーム                                | 京都市・積水化学チーム                                |                                                                |                                                                         |                                             |
| 第35回 | 田中章 （投手：浦和市・日本通運）                       | 近藤重雄 （投手：川崎市・日本コロムビア）                   | 田中公雄 （投手：札幌市・北海道拓殖銀行）             | 田中公雄 （投手：札幌市・北海道拓殖銀行）             |                                                                |                                                                         |                                             |
| 第36回 | 小弓場保 （投手：大阪市・電電近畿〈日本生命〉）         | 清沢忠彦 （投手：和歌山市・住友金属）                       | 大分市・大分鉄道管理局チーム                          | 大分市・大分鉄道管理局チーム                          |                                                                |                                                                         |                                             |
| 第37回 | 古田昌幸 （監督兼内野手：東京都・熊谷組）               | 清沢忠彦 （投手：和歌山市・住友金属）                       | 平松政次 （投手：横浜市・日本石油）                   | 平松政次 （投手：横浜市・日本石油）                   |                                                                |                                                                         |                                             |
| 第38回 | 平松政次 （投手：横浜市・日本石油）                     | 中野孝征 （内野手：浜松市・日本楽器）                       | 浜松市・日本楽器チーム                                | 浜松市・日本楽器チーム                                |                                                                |                                                                         |                                             |
| 第39回 | 神部年男 （投手：姫路市・富士鐵広畑）                   | 堀内嗣郎 （内野手：浜松市・河合楽器）                       | 後藤晃吾 （投手：北九州市・八幡製鉄）                 | 後藤晃吾 （投手：北九州市・八幡製鉄）                 |                                                                |                                                                         |                                             |
| 第40回 | 若宮秀雄 （投手：千葉市・電電関東）                     | 石幡信弘 （投手：太田市・富士重工業）                       | 佐藤昭 （投手：千葉市・電電関東〈日本通運〉）         | 佐藤昭 （投手：千葉市・電電関東〈日本通運〉）         |                                                                |                                                                         |                                             |
| 第41回 | 安田猛 （投手：富士市・大昭和製紙）                     | 橘谷健 （投手：神戸市・三菱重工神戸〈川崎重工〉）           | 神戸市・三菱重工神戸チーム                            | 神戸市・三菱重工神戸チーム                            |                                                                |                                                                         |                                             |
| 第42回 | 佐々木恭介 （内野手：姫路市・新日鐵広畑）               | 久玉清人 （投手：松山市・丸善石油）                         | 三沢淳 （投手：姫路市・新日鐵広畑）                   | 中山拓郎 （捕手：姫路市・新日鐵広畑）                 |                                                                |                                                                         |                                             |
| 第43回 | 新美敏 （投手：浜松市・日本楽器）                       | 池田善吾 （投手：川崎市・三菱自動車川崎）                   | 細川昌俊 （外野手：大垣市・西濃運輸）                 | 細川昌俊 （外野手：大垣市・西濃運輸）                 |                                                                |                                                                         |                                             |
| 第44回 | 宇賀山徹 （内野手：川崎市・日本鋼管）                   | 須藤和彦 （捕手：横須賀市・日産自動車）                     | 内藤博 （内野手：川崎市・日本鋼管）                   | 内藤博 （内野手：川崎市・日本鋼管）                   | 中山俊之 （投手：白老町・大昭和製紙北海道）                    |                                                                         |                                             |
| 第45回 | 柳俊之 （投手：白老町・大昭和製紙北海道〈電電北海道〉） | 萩野友康 （投手：北九州市・新日鐵八幡）                     | 山口高志 （投手：堺市・新日鉄堺〈松下電器〉）         | 山口高志 （投手：堺市・新日鉄堺〈松下電器〉）         | 工藤博義 （外野手：北九州市・新日鐵八幡）                      |                                                                         |                                             |
| 第46回 | 丹利男 （投手：千葉市・電電関東）                       | 加藤英美 （投手：白老町・大昭和製紙北海道）                 | 白老町・大昭和製紙北海道チーム                        | 白老町・大昭和製紙北海道チーム                        | 丹利男 （投手：千葉市・電電関東）                              |                                                                         |                                             |
| 第47回 | 樋野和寿 （内野手：川崎市・日本鋼管）                   | 千藤和久 （投手：札幌市・北海道拓殖銀行）                   | 川崎市・日本鋼管チーム                                | 川崎市・日本鋼管チーム                                | 後藤寿彦 （内野手：広島市・広島マツダ〈三菱重工三原〉）        |                                                                         |                                             |
| 第48回 | 増岡義教 （投手：神戸市・神戸製鋼〈三菱重工神戸〉）     | 伊藤友幸 （監督兼外野手：東京都・熊谷組）                   | 藤井栄一郎 （投手：松山市・丸善石油）                 | 藤井栄一郎 （投手：松山市・丸善石油）                 | 林博之 （投手：東京都・熊谷組）                                |                                                                         |                                             |
| 第49回 | 黒紙義弘 （投手：川崎市・東芝）                         | 木田勇 （投手：川崎市・日本鋼管）                           | 鈴鹿市・本田技研鈴鹿チーム                            | 鈴鹿市・本田技研鈴鹿チーム                            | 山本文博 （内野手：室蘭市・新日鐵室蘭〈北海道拓殖銀行〉）      |                                                                         |                                             |
| 第50回 | 大町定夫 （投手：広島市・三菱重工広島〈新日鐵光〉）     | 中尾孝義 （捕手：東京都・熊谷組〈プリンスホテル〉）         | 広島市・三菱重工広島チーム                            | 広島市・三菱重工広島チーム                            | 中屋恵久男 （内野手：東京都・熊谷組〈プリンスホテル〉）        |                                                                         |                                             |
| 第51回 | 杉本正 （投手：富士市・大昭和製紙）                     | 樋口博美 （投手：札幌市・札幌トヨペット〈王子製紙苫小牧〉） | 札幌市・札幌トヨペットチーム                          | 札幌市・札幌トヨペットチーム                          | 辻野聖一 （内野手：札幌市・札幌トヨペット）                    |                                                                         |                                             |
| 第52回 | 竹桝和也 （投手：東京都・電電東京）                     | 黒紙義弘 （投手：川崎市・東芝）                             | 工藤真 （投手：東京都・東京ガス）                     | 工藤真 （投手：東京都・東京ガス）                     | 黒田光弘 （内野手：東京都・リッカー）                          | 中西清起 （投手：東京都・リッカー）                                     |                                             |
| 第53回 | 石井毅 （投手：和歌山市・住友金属）                     | 田村忠義 （投手：福山市・日本鋼管福山）                     | 東京都・明治生命チーム                                | 東京都・明治生命チーム                                | 野口恭弘 （外野手：磐田市・ヤマハ発動機）                      |                                                                         |                                             |
| 第54回 | 宮崎剛 （内野手：川崎市・東芝）                         | 渡辺剛 （投手：東海市・新日鐵名古屋）                       | 東京都・東京鉄道管理局チーム                          | 東京都・東京鉄道管理局チーム                          | 小川隆 （外野手：東海市・新日鐵名古屋〈三菱名古屋〉）          |                                                                         |                                             |
| 第55回 | 若山哲男 （内野手：横須賀市・日産自動車）               | 前川善裕 （外野手：川崎市・日本鋼管）                       | 札幌市・北海道拓殖銀行チーム                          | 札幌市・北海道拓殖銀行チーム                          | 岩切利浩 （投手：大分市・新日鐵大分）                          |                                                                         |                                             |
| 第56回 | 島田行雄 （外野手：大阪市・日本生命〈松下電器〉）       | 菊池総 （投手：川崎市・東芝）                               | 八王子市・スリーボンドチーム                          | 八王子市・スリーボンドチーム                          | 真壁久 （外野手：東京都・NTT東京）                             |                                                                         |                                             |
| 第57回 | 岡田邦彦 （投手：横浜市・日本石油）                     | 杉山孝一 （外野手：金沢市・NTT北陸〈新日鐵名古屋〉）        | 大阪市・大阪ガスチーム                                | 大阪市・大阪ガスチーム                                | 若井基安 （内野手：横浜市・日本石油）                          | 鈴木慶裕 （外野手：横浜市・日本石油）                                   |                                             |
| 第58回 | 劉秋農 （投手：浜松市・ヤマハ）                         | 菊池総 （投手：川崎市・東芝）                               | 川島勝司 （監督：浜松市・ヤマハ）                     | 川島勝司 （監督：浜松市・ヤマハ）                     | 葛城弘樹 （内野手：川崎市・東芝）                              |                                                                         |                                             |
| 第59回 | 高見泰範 （捕手：川崎市・東芝）                         | 上原勝男 （投手：名古屋市・NTT東海〈NTT北陸〉）             | 横浜市・三菱重工横浜チーム                            | 横浜市・三菱重工横浜チーム                            | 平田幸夫 （投手：浜松市・河合楽器）                            | 野茂英雄 （投手：堺市・新日鐵堺）                                       |                                             |
| 第60回 | 瀬戸山満年 （捕手：東京都・プリンスホテル）             | 渡部勝美 （投手：白老町・大昭和製紙北海道）                 | 野茂英雄 （投手：堺市・新日鐵堺）                     | 野茂英雄 （投手：堺市・新日鐵堺）                     | 中本浩 （外野手：門真市・松下電器）                            |                                                                         |                                             |
| 第61回 | 吉田篤史 （投手：浜松市・ヤマハ）                       | 足達尚人 （投手：姫路市・新日鐵広畑）                       | 東京都・JR東日本チーム                                | 東京都・JR東日本チーム                                | 吉田篤史 （投手：浜松市・ヤマハ）                              | 森本健吾 （捕手：名古屋市・NTT東海）                                    |                                             |
| 第62回 | 丹波健二 （内野手：川崎市・東芝）                       | 小島啓民 （外野手：長崎市・三菱重工長崎）                   | 長崎市・三菱重工長崎チーム                            | 長崎市・三菱重工長崎チーム                            | 杉山賢人 （投手：川崎市・東芝）                                | 宮内洋 （内野手：和歌山市・住友金属）                                   |                                             |
| 第63回 | 杉浦正則 （投手：大阪市・日本生命）                     | 向山隆康 （内野手：東京都・熊谷組）                         | 春日井市・王子製紙春日井チーム                        | 春日井市・王子製紙春日井チーム                        | 小桧山雅仁 （投手：横浜市・日本石油）                          | 大久保秀昭 （捕手：横浜市・日本石油）                                   | 中山雅行 （投手：東京都・熊谷組）           |
| 第64回 | 谷口英功 （内野手：横浜市・日本石油（東芝））           | 田中泰 （外野手：浦和市・日本通運）                         | 大阪市・中山製鋼チーム                                | 大阪市・中山製鋼チーム                                | 須田喜照 （投手：横浜市・日本石油〈東芝〉）                    |                                                                         |                                             |
| 第65回 | 森昌彦 （投手：鈴鹿市・本田技研鈴鹿〈NTT東海〉）        | 中ノ瀬幸泰 （投手：大垣市・西濃運輸）                       | 杉山孝一 （内野手：大垣市・西濃運輸〈新日鐵名古屋〉） | 杉山孝一 （内野手：大垣市・西濃運輸〈新日鐵名古屋〉） | 鯉渕一彦 （外野手：鈴鹿市・本田技研鈴鹿）                      |                                                                         |                                             |
| 第66回 | 高橋憲幸 （投手：横浜市・日本石油）                     | 舩木聖士 （投手：福山市・NKK）                              | 仙台市・JR東日本東北チーム                            | 仙台市・JR東日本東北チーム                            | 谷佳知 （外野手：東海市・新日鐵名古屋〈三菱自動車岡崎〉）      |                                                                         |                                             |
| 第67回 | 入来祐作 （投手：和光市・本田技研）                     | 横井辰文 （外野手：広島市・三菱重工広島）                   | 東京都・朝日生命チーム                                | 東京都・朝日生命チーム                                | 福留孝介 （内野手：大阪市・日本生命）                          | 田口浩司 （内野手：和光市・本田技研）                                   |                                             |
| 第68回 | 杉浦正則 （投手：大阪市・日本生命）                     | 川中基嗣 （内野手：浦和市・日本通運）                       | 千葉市・川崎製鉄千葉チーム                            | 千葉市・川崎製鉄千葉チーム                            | 坂田精二郎 （捕手：調布市・シダックス）                        |                                                                         |                                             |
| 第69回 | 川越英隆 （投手：横須賀市・日産自動車）                 | 田中泰 （外野手：千葉市・川崎製鉄千葉〈日本通運〉）         | 千葉市・川崎製鉄千葉チーム                            | 千葉市・川崎製鉄千葉チーム                            | 後藤光尊 （内野手：千葉市・川崎製鉄千葉）                      |                                                                         |                                             |
| 第70回 | 須田喜照 （投手：川崎市・東芝）                         | 伊藤大輔 （外野手：長崎市・三菱重工長崎）                   | 倉敷市・三菱自動車水島チーム                          | 倉敷市・三菱自動車水島チーム                          | 斎賀慎一郎 （投手：倉敷市・三菱自動車水島）                    | 辻竜太郎 （外野手：浜松市・ヤマハ）                                     | 愛敬尚史 （投手：門真市・松下電器）         |
| 第71回 | 西郷泰之 （内野手：川崎市・三菱自動車川崎）             | 山田幸二郎 （投手：大阪市・大阪ガス）                       | 君津市・新日鐵君津チーム                              | 君津市・新日鐵君津チーム                              | 西澤祐介 （外野手：川崎市・三菱自動車川崎）                    | 四ノ宮洋介 （内野手：横須賀市・日産自動車）                             |                                             |
| 第72回 | 奥村幸司 （外野手：浜松市・河合楽器）                   | 後藤勝喜 （投手：岡崎市・三菱自動車岡崎）                   | 岡崎市・三菱自動車岡崎チーム                          | 岡崎市・三菱自動車岡崎チーム                          | 武田久 （投手：さいたま市・日本通運）                          | 久本祐一 （投手：浜松市・河合楽器）                                     | 村田泰教 （内野手：岡崎市・三菱自動車岡崎） |
| 第73回 | 長谷高成泰 （内野手：藤沢市・いすゞ自動車）             | 平野佑介 （投手：大津市・ホンダ熊本〈九州三菱自動車〉）     | 大津市・ホンダ熊本チーム                              | 大津市・ホンダ熊本チーム                              | 平野佑介 （投手：大津町・ホンダ熊本〈九州三菱自動車〉）        | 酒井泰志 （投手：藤沢市・いすゞ自動車）                                 | 稲田直人 （内野手：福山市・NKK）            |
| 第74回 | 谷村逸郎 （投手：川崎市・三菱ふそう川崎）               | オレステス・キンデラン （内野手：調布市・シダックス）       | 調布市・シダックスチーム                              | 調布市・シダックスチーム                              | 五嶋貴幸 （投手：川崎市・三菱ふそう川崎）                      | 野間口貴彦 （投手：調布市・シダックス）                                 |                                             |
| 第75回 | 田中明 （投手：春日井市・王子製紙〈一光〉）             | 橋本義隆 （投手：狭山市・ホンダ）                           | 仙台市・七十七銀行チーム                              | 仙台市・七十七銀行チーム                              | 金子洋平 （外野手：狭山市・ホンダ）                            | 中村真人 （外野手：調布市・シダックス）                                 |                                             |
| 第76回 | 植山幸亮 （内野手：川崎市・三菱ふそう川崎）             | 梵英心 （内野手：横須賀市・日産自動車）                     | 垣野多鶴 （監督：川崎市・三菱ふそう川崎）             | 垣野多鶴 （監督：川崎市・三菱ふそう川崎）             | 池邉啓二 （外野手：川崎市・三菱ふそう川崎〈新日本石油ENEOS〉） | 岩﨑哲也 （投手：川崎市・三菱ふそう川崎〈三菱重工横浜硬式野球クラブ〉） |                                             |
| 第77回 | 野田正義 （投手：にかほ市・TDK）                        | 吉浦貴志 （外野手：横須賀市・日産自動車）                   | にかほ市・TDKチーム                                   | にかほ市・TDKチーム                                   | 田口篤史 （投手：にかほ市・TDK）                               |                                                                         |                                             |
| 第78回 | 磯村秀人 （投手：川崎市・東芝）                         | 片岡昭吾 （内野手：東京都・JR東日本）                       | 東京都・鷺宮製作所チーム                              | 東京都・鷺宮製作所チーム                              | 該当者なし                                                     | 該当者なし                                                              | 該当者なし                                  |
| 第79回 | 田澤純一 （投手：横浜市・新日本石油ENEOS）              | 座喜味大河 （内野手：春日井市・王子製紙（三菱自動車岡崎）） | 阿部次男 （投手：太田市・富士重工業）                 | 阿部次男 （投手：太田市・富士重工業）                 | 川口盛外 （投手：春日井市・王子製紙）                          |                                                                         |                                             |
| 第80回 | 筑川利希也 （投手：狭山市・Honda）                      | 佐野比呂人 （内野手：豊田市・トヨタ自動車）                 | 東京都・東京ガスチーム                                | 東京都・東京ガスチーム                                | 須田幸太 （投手：狭山市・Honda〈JFE東日本〉）                  | 榎田大樹 （投手：東京都・東京ガス）                                     | 村尾賢吾 （内野手：日立市・日立製作所）     |
| 第81回 | 藤田卓史 （投手：川崎市・東芝）                         | 濱野雅慎 （投手：北九州市・JR九州）                         | 北九州市・JR九州チーム                                | 北九州市・JR九州チーム                                | 安達了一 （内野手：川崎市・東芝）                              | 小島脩平 （内野手：鹿嶋市・住友金属鹿島）                               | 五十嵐大典 （外野手：横浜市・三菱重工横浜） |
| 第82回 | 松本晃 （外野手：東京都・JR東日本）                     | 小石博孝 （投手：東京都・NTT東日本）                        | 森内壽春 （投手：仙台市・JR東日本東北）               | 森内壽春 （投手：仙台市・JR東日本東北）               | 石岡諒太 （内野手：東京都・JR東日本）                          |                                                                         |                                             |
| 第83回 | 大城基志 （投手：横浜市・JX-ENEOS）                     | 吉田一将 （投手：東京都・JR東日本）                         | 東京都・JR東日本チーム                                | 東京都・JR東日本チーム                                | 吉田一将 （投手：東京都・JR東日本）                            | 田中広輔 （内野手：東京都・JR東日本）                                   | 吉原正平 （投手：大阪市・日本生命）         |
| 第84回 | 大城基志 （投手：横浜市・JX-ENEOS）                     | 片山純一 （投手：東京都・JR東日本）                         | 石巻市・日本製紙石巻チーム                            | 大久保秀昭 （監督：横浜市・JX-ENEOS）                 | 石川駿 （内野手：横浜市・JX-ENEOS）                            | 萩野裕輔 （投手：川崎市・東芝）                                         | 石川桜太 （外野手：川崎市・東芝）           |
| 第85回 | 佐伯尚治 （投手：大垣市・西濃運輸）                     | 小野和博 （投手：太田市・富士重工業）                       | 太田市・富士重工業チーム                              | 太田市・富士重工業チーム                              | 伊藤匠 （内野手：大垣市・西濃運輸）                            | 小野和博 （投手：太田市・富士重工業）                                   | 横山弘樹 （投手：東京都・NTT東日本）        |
| 第86回 | 藤井貴之 （投手：大阪市・日本生命）                     | 酒居知史 （投手：大阪市・大阪ガス）                         | 近藤均 （投手：春日井市・王子）                       | 近藤均 （投手：春日井市・王子）                       | 酒居知史 （投手：大阪市・大阪ガス）                            |                                                                         |                                             |
| 第87回 | 佐竹功年 （投手：豊田市・トヨタ自動車）                 | 梅野無我 （投手：日立市・日立製作所）                       | 日立市・日立製作所チーム                              | 日立市・日立製作所チーム                              | 藤岡裕大 （内野手：豊田市・トヨタ自動車）                      | 田中俊太 （内野手：日立市・日立製作所）                                 | 菅野剛士 （外野手：日立市・日立製作所）     |
| 第88回 | 福田周平 （内野手：東京都・NTT東日本）                  | 北川利生 （外野手：さいたま市・日本通運）                   | 阿部良亮 （投手：さいたま市・日本通運）               | 阿部良亮 （投手：さいたま市・日本通運）               | 小室湧未 （内野手：東京都・JR東日本）                          | 高橋俊 （外野手：さいたま市・日本通運）                                 | 堀誠 （投手：東京都・NTT東日本）            |
| 第89回 | 近本光司 （外野手：大阪市・大阪ガス）                   | 守安玲緒 （投手：神戸市&高砂市・三菱重工神戸）              | 東京都・セガサミーチーム                              | 東京都・セガサミーチーム                              | 太田龍 （投手：東京都・JR東日本）                              | 小深田大翔 （内野手：大阪市・大阪ガス）                                 |                                             |
| 第90回 | 須田幸太 （投手：千葉市・JFE東日本）                    | 佐竹功年 （投手：豊田市・トヨタ自動車）                     | 千葉市・JFE東日本チーム                               | 千葉市・JFE東日本チーム                               | 岡直人 （投手：日立市・日立製作所）                            | 峯本匠 （内野手：千葉市・JFE東日本）                                    | 今川優馬 （外野手：千葉市・JFE東日本）      |
| 第91回 | 井上彰吾 （外野手：狭山市・Honda）                      | 向山基生 （外野手：東京都・NTT東日本）                      | 高知市・四国銀行チーム                                | 福岡市・西部ガスチーム                                | 廣畑敦也 （投手：倉敷市・三菱自動車倉敷オーシャンズ）          | 朝山広憲 （投手：狭山市・Honda）                                        | 藤井健平 （外野手：大阪市・NTT西日本）      |
| 第92回 | 臼井浩 （投手：東京都・東京ガス）                       | 片山雄貴 （投手：菊池郡大津町・Honda熊本）                  | 仙台市・JR東日本東北チーム                            | 仙台市・JR東日本東北チーム                            | 古寺宏輝 （内野手：大津町・Honda熊本）                         | 多田裕作 （投手：東京都・NTT東日本）                                    | 瀧澤虎太朗 （外野手：横浜市・ENEOS）        |
| 第93回 | 度会隆輝 （内野手：横浜市・ENEOS）                      | 益田武尚 （投手：東京都・東京ガス）                         | 大久保秀昭 （監督：横浜市・ENEOS）                    | 大久保秀昭 （監督：横浜市・ENEOS）                    | 度会隆輝 （内野手：横浜市・ENEOS）                             | 山内慧 （外野手：東京都・JR東日本）                                     | 黒川貴章 （内野手：東京都・セガサミー）     |
| 第94回 | 嘉陽宗一郎 （投手：豊田市・トヨタ自動車）               | 網谷圭将 （外野手：浜松市・ヤマハ）                         | 豊川市・東海理化チーム                                | 豊川市・東海理化チーム                                | 門叶直己 （外野手：豊川市・東海理化）                          | 福本綺羅 （外野手：豊川市・東海理化）                                   | 中村奎太 （外野手：岡崎市・三菱自動車岡崎） |
| 第95回 | 本間大暉 (投手：横浜市・三菱重工East)                   | 小島康明 （投手：仙台市・JR東日本東北〈TDK〉）              | 横浜市・三菱重工Eastチーム                            | 横浜市・三菱重工Eastチーム                            | 該当者なし                                                     | 該当者なし                                                              | 該当者なし                                  |

### チームに贈呈される記念旗

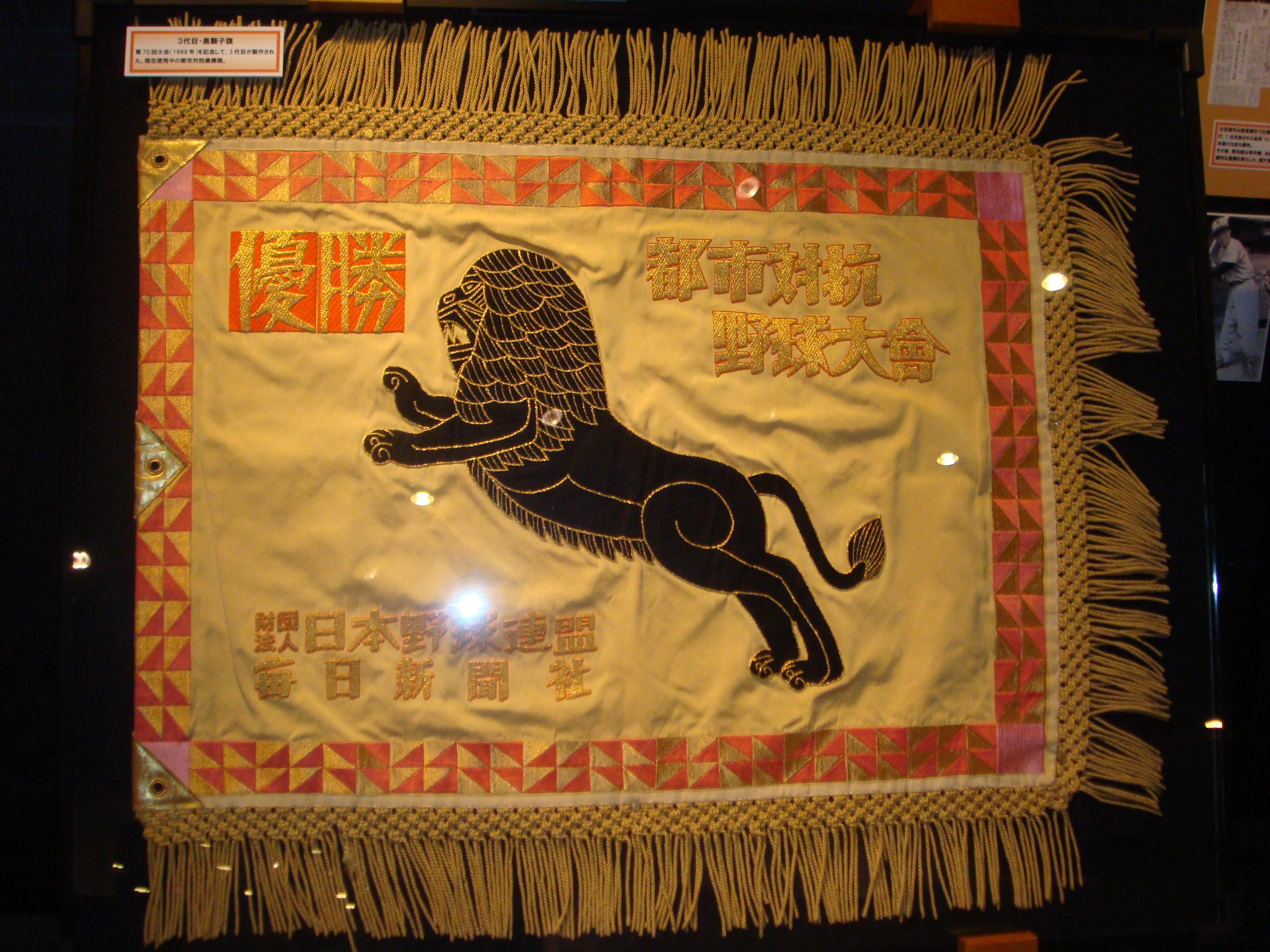
黒獅子旗（3代目）。第81回大会開催中に野球体育博物館で行われた企画展で撮影。

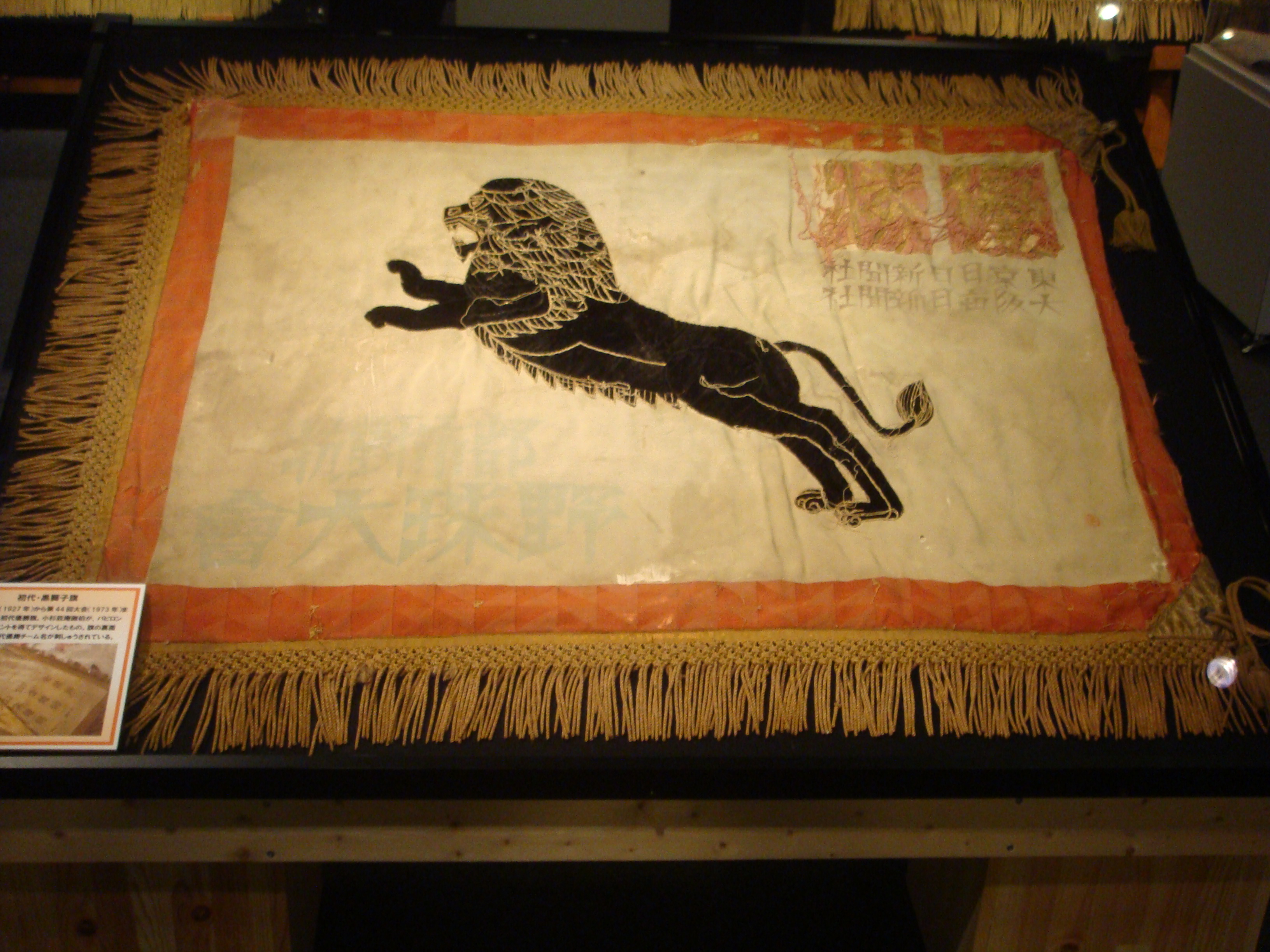
黒獅子旗（初代）。同上

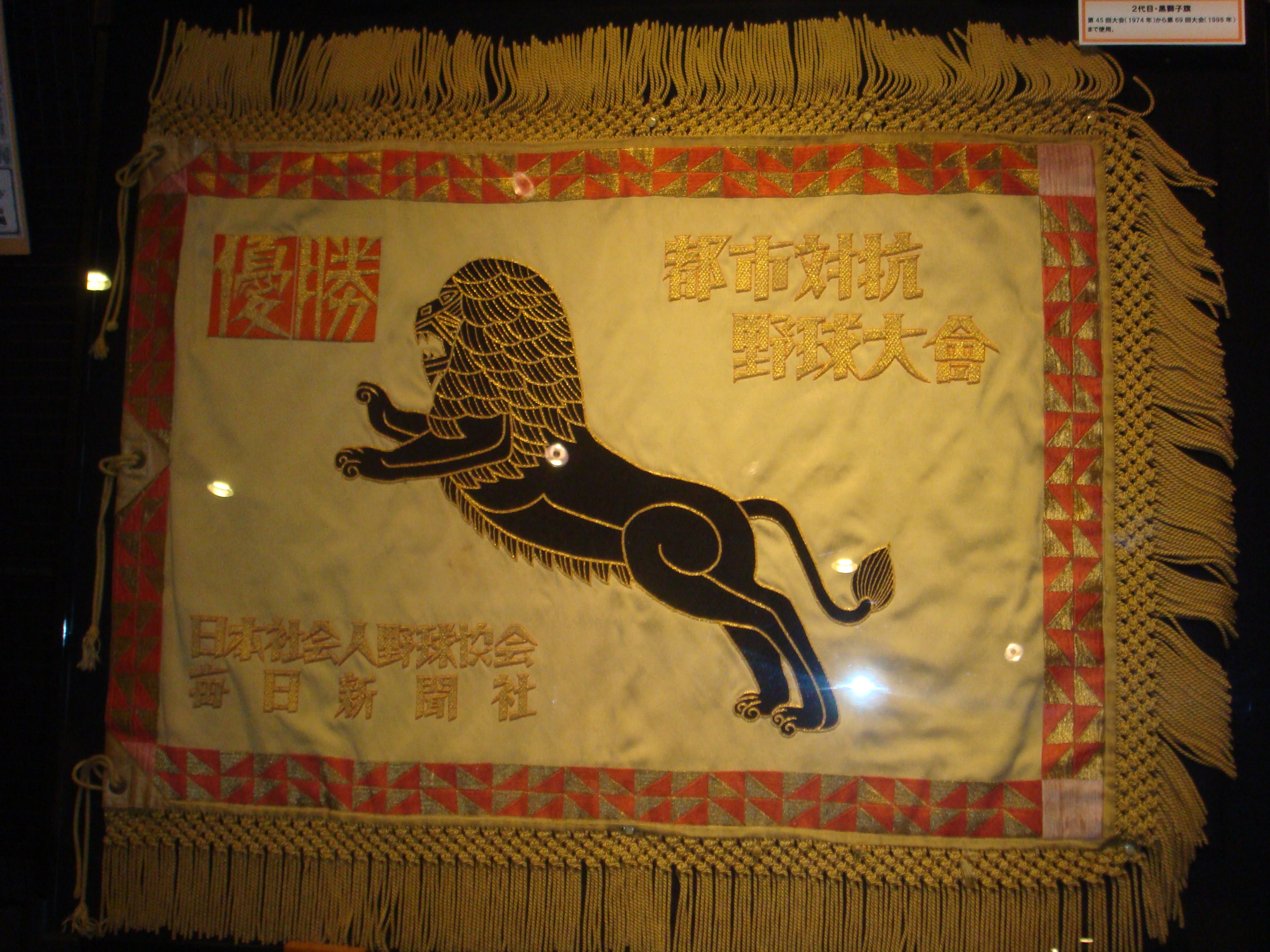
黒獅子旗（2代目）。同上

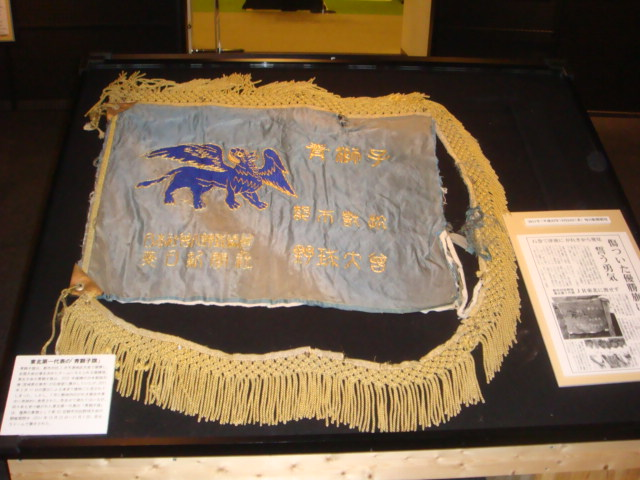
東北地区の旧青獅子旗（東日本大震災で損傷）。第85回大会開催中に野球体育博物館で行われた企画展で撮影。

黒獅子旗

優勝チームに授与される優勝旗のことで、現在の黒獅子旗は3代目である。なお、初代黒獅子旗のデザインを担当したのは、橋戸信の友人でもあった画家の小杉未醒であり、古代バビロンのレリーフに着想を得てデザインされた。1942年（昭和17年）に全京城（現：ソウル）の優勝を最後に大会は中断され、旗は終戦の混乱の中、全京城の主力打者・秋山光夫が命がけで日本へ持ち帰った（第17回大会#概要も参照）。
白獅子旗
本戦の準優勝チームに贈られる旗。獅子の色が白いもので、デザインは黒獅子旗と同じ。閉会式のセレモニーの一環として、準優勝チームの主将に手渡される。
黄獅子旗
本戦の3位チームに贈られる旗。獅子の色が黄色いもので、デザインは黒獅子旗と同じ。準決勝終了時の整列・あいさつが終わると、引き続いて3位チームの主将に手渡される。第17回大会から第38回大会までは準決勝敗退チーム同士による3位決定戦が行われており、この時期は3位決定戦の勝者に贈られていた。
青獅子旗

各地区の2次予選で優勝し、第1代表を勝ち取ったチームに与えられる、青地に黒獅子をあしらったデザインの旗。持ち回りであり、代表権チームは翌年の予選の開会式で主催者（各地区連盟）に旗を返還する。代表チームにはすべて（代表順位の関係なく）代表盾が贈られるが、青獅子旗はこれに加えて第1代表のチームにのみ与えられるものである。
2010年（平成22年）の第81回大会東北地区予選にて、第1代表を勝ち取った日本製紙石巻は、同社石巻工場敷地内の応接室に展示していたが、翌2011年（平成23年）3月11日の東日本大震災により建物ごと失われた。同年7月に重機で敷地内のガレキを撤去中、偶然、発見された。その後2012年（平成24年）3月末に日本野球連盟により旗が新調された。津波から生還した、この旧青獅子旗は東京ドーム内の野球体育博物館に収蔵され展示されている。
紅獅子旗
各1次予選の優勝チームに贈られる、赤地に黒獅子をあしらったデザインの旗。

### 黒獅子エンブレム

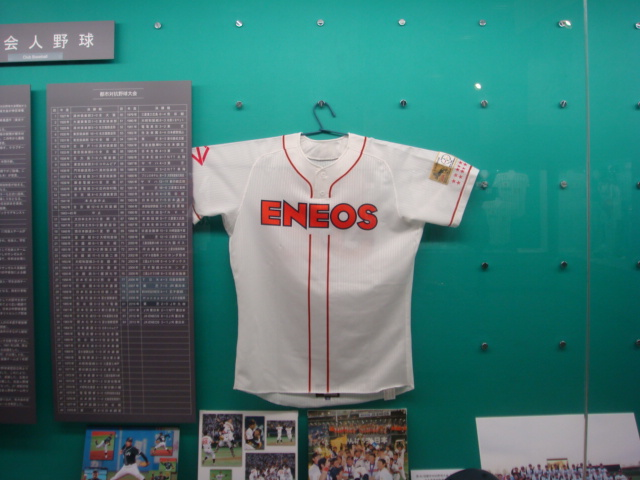
第84回大会優勝のJX-ENEOSユニフォーム。左袖に黒獅子エンブレムがつけられている。

2001年から贈られるようになった副賞。都市対抗野球大会優勝チームの証として、ユニフォームの袖に黒獅子をあしらったエンブレムをつけて次年度の大会閉幕までプレーすることが認められる。相当の栄誉として受け止められるものであるが、初代エンブレムチームとなった河合楽器は優勝直後に休部を発表、2002年に優勝したいすゞ自動車もその年限りでの休部が決まっていた。また、2003年の優勝チームである三菱ふそう川崎も2004年シーズン序盤から本社不祥事により活動を自粛していたことから、2004年（第75回大会）に優勝した王子製紙が初めて「エンブレムをつけて1年間プレーしたチーム」となった（なお、優勝チームのエンブレム付きのユニフォームは野球体育博物館に所蔵され、入館者が見学することができる）。

### 優勝チームの特典
- 黒獅子旗の授与（上述）－チームに授与
- 宮原盾[注釈 21]、東京都知事杯[注釈 22]、日本野球連盟杯、アジア野球連盟パーソン杯（2014年大会まで）[注釈 23] の授与－チームに授与

以上が優勝チーム持ち回り賞品。
- チャンピオンフラッグ
- 本田メダル（金メダル）[注釈 24]、黒獅子エンブレム（上述）の授与－各選手に授与
- 大会協賛企業提供の商品の贈呈－チームに授与[注釈 25]
- 次年度大会の推薦出場
- 同年度の社会人野球日本選手権大会の推薦出場
  - JABA地区連盟主催大会のうち、日本選手権の出場選考大会と重複優勝した場合はその優勝チームが所属する地区の日本選手権出場枠を1つ増枠する[注釈 26]。
- 年度によりこの大会終了後に行われる国外での国際招待試合出場権が与えられる場合がある。
  - 2014年　西濃運輸-フランス国際野球大会（吉田チャレンジカップ）の出場権

### その他の賞

#### シャットアウト賞・ホームラン賞
第85回大会より、完封して勝利投手になった選手と、ホームランを打った選手にそれぞれ記念品として森永乳業の「ビヒダスヨーグルト」が贈呈される。

## 歴代優勝チーム

### 前年度優勝チームの連覇
- 都市対抗野球の連覇達成の事例は1930年・1931年の東京倶楽部、1938年・1939年の藤倉電線、1946年・1947年の大日本土木、1950年から1952年の全鐘紡（大会記録の3連覇）、1961年・1962年の日本石油以降、約半世紀の間、途絶えた。2012年には前年優勝のJR東日本が50年ぶりの連覇を目前に決勝で敗れている。そのJR東日本を下したJX-ENEOSが2013年、同じ組み合わせで行った決勝を制し、51年ぶりとなる2連覇を決めた（法人の統廃合によりチーム名が変更されているが、同一組織のチームが複数回の連覇を決めたのは史上初の例である）。2022年にも前年優勝の東京ガスが連覇を目前に決勝で敗れているが、この東京ガスを下したのもENEOSであった。
  - なお、1940年・1942年も全京城が優勝しているが、連覇とは見なされていない。これは1941年の大会が第二次世界大戦の激化に伴って開催取りやめとなったが、大会の回次（第15回大会）はそのまま残っているため。
  - 同一チームのみに依るものを除く都市としての連覇は過去には大連市の3連覇（1927年および1929年は満州倶楽部、1928年のみ大連実業団）、1990年以降では1999年・2000年の川崎市の連覇（1999年・東芝、2000年・三菱ふそう川崎）がある。
- 1996年以前は前年度の大会で優勝したチームは、次年度の大会は推薦枠、即ち予選を免除して自動的に全国大会にコマを進められるシード枠で参加・かつ開幕戦での試合をする権利が与えられたが、補強選手制度が適用できない単独チームでの出場となるため、補強制度を使える他のチームと比べると戦力がやや劣る面も否めなかったことから、なかなか連覇を達成することが出来なかったともいわれている。1975年に前年優勝の白老町・大昭和製紙北海道が決勝に進出したが敗北。1990年代に入ると、推薦出場チームの初戦敗退が相次いだ。
  - 1951年に2連覇を果たした全鐘紡は、翌年の推薦出場権を得ていたが、「補強選手がいなくては本大会で勝つのは難しい」として敢えて推薦を辞退し、他チームと同様に予選を戦って出場権を獲得、補強選手を得て本大会に臨み、3連覇を達成した。事実、この年の橋戸賞は、日本生命から補強された内野手の松井実が受賞している。なお、補強選手制度は1950年から採用されたものであり、補強選手なしで補強選手がいるチーム相手に連覇をしたのはENEOS(日本石油)の2度だけである。
- 1997年からこの前年度優勝チームに対する推薦出場制度は廃止され、他のチーム同様予選を勝ち上がらないと東京ドームの舞台に立てない事になっていた。しかし前述のとおり、2006年度の第77回大会から事実上の推薦出場制度の代りとして、前回優勝チームの所属地域の出場枠を1チーム増やす制度が取り入れられることになり、2010年まで継続した。
- 2011年の第82回大会から、再び前回優勝チームの推薦出場制度が復活している。

## 応援
上記のとおり、華やかな応援合戦も都市対抗野球の見所となっているが、これをさらに後押ししているのが、毎日新聞社主催、スポーツニッポン後援の「応援団コンクール」である。大会期間中、東京ドーム一・三塁側の客席最前列に応援団用の特設ステージが設えられており、郷土芸能やチアリーディング・チアダンスなどのパフォーマンスが行われている。

### 応援団コンクールの概要
応援団コンクールは全チームの初戦（95回大会は1回戦）の試合を審査の対象とし、特に郷土の文化、伝統芸能などの郷土色の強い応援」を最重要テーマとして、審査委員による審査と、ファンのインターネット投票（誰でも参加可能）により決定するMIC（Most Impressive Cheer）の審査を行い、最優秀・優秀・敢闘賞・MICの各原則1チーム（最優秀を除き複数チームとなる場合もある）を選ぶ。
過去には、初戦を対象に日程の半分に区分して審査する「前期賞」「後期賞」（1回戦出場32チームの試合日程順に最初の8試合=16チームを前期賞、その後の8試合を後期賞とする）→第83回大会（2012年）から、1回戦全16試合を対象とする「ファーストステージ」と、大会全試合を通しての「期間賞」の2-3つで構成・各賞を決定していた。
- 選考基準

1. チームの健闘に貢献した作品
2. 郷土色豊かな作品
3. リーダーの統制がよく取れて、マナーのよかったチーム
4. 優秀なアイデアを作品に取り込んだもの

- 表彰
  - 大会最終日の試合後の表彰・閉会式にて、最優秀・優秀・敢闘賞・MIC受賞各チームに対して、その応援団の代表者若干名にトロフィー（最優秀賞は最優秀賞旗も）、記念品が贈られる。
  - また上記各賞に入選しなかったチームの中から、特に創意・工夫を凝らしたチームについても特別賞や努力賞が贈賞される場合がある。

### 応援団コンクールの各賞受賞チーム
第91・92回大会は新型コロナウイルス感染対策のため応援団の編成が行われず、従ってコンクールも実施されなかった。
| 回数   | 最優秀賞                                           | 優秀賞                                             | 敢闘賞                                             | 特別賞                                             | 努力賞                                             |
| ------ | -------------------------------------------------- | -------------------------------------------------- | -------------------------------------------------- | -------------------------------------------------- | -------------------------------------------------- |
| 第34回 | 河合楽器                                           | 日本石油                                           | リッカーミシン                                     | トヨタ自動車                                       | ―                                                  |
| 第35回 | 北海道拓殖銀行                                     | 日本通運                                           | 松下電器                                           | 河合楽器                                           | ―                                                  |
| 第36回 | 松下電器                                           | 全鐘紡                                             | ―                                                  | ―                                                  | 四国銀行 日立製作所                                |
| 第37回 | オール常磐                                         | 松下電器                                           | ―                                                  | 日本石油                                           | 北海道拓殖銀行                                     |
| 第38回 | 日本石油                                           | 日立製作所                                         | 日本楽器                                           | ―                                                  | 北海道拓殖銀行                                     |
| 第39回 | 河合楽器                                           | 日本石油                                           | 富士鐵広畑                                         | ―                                                  | ―                                                  |
| 第40回 | 河合楽器                                           | 富士重工業 日産自動車                              | 大昭和製紙                                         | 電電関東                                           | 盛岡鉄道局                                         |
| 第41回 | 本田技研                                           | 大昭和製紙                                         | 三菱重工神戸                                       | オール常磐                                         | ―                                                  |
| 第42回 | 日立製作所                                         | 三協精機 新日鐵広畑                                | 盛岡鉄道局 丸善石油                                | ―                                                  | ―                                                  |
| 第43回 | 三菱自動車川崎                                     | 本田技研                                           | 日本楽器 日立製作所                                | ―                                                  | 住友金属                                           |
| 第44回 | 日産自動車                                         | 日立製作所 日本鋼管                                | TDK                                                | ―                                                  | 大昭和製紙北海道                                   |
| 第45回 | 東芝                                               | 東京ガス                                           | 大昭和製紙北海道                                   | 新日鐵グループ                                     | ―                                                  |
| 第46回 | 大昭和製紙北海道                                   | 大丸                                               | 東京ガス                                           | 電電関東                                           | 本田技研                                           |
| 第47回 | 北海道拓殖銀行                                     | 日本鋼管                                           | 新日鐵グループ                                     | 本田技研鈴鹿                                       | 熊谷組                                             |
| 第48回 | 熊谷組                                             | 松下電器 神戸製鋼                                  | ―                                                  | 本田技研                                           | ―                                                  |
| 第49回 | 本田技研鈴鹿                                       | 熊谷組 東芝                                        | 東京ガス                                           | ―                                                  | ―                                                  |
| 第50回 | 熊谷組                                             | 東芝府中 日本楽器                                  | 日産自動車                                         | ―                                                  | 三菱重工広島                                       |
| 第51回 | 川崎製鉄千葉                                       | 新日鐵釜石                                         | 大昭和製紙 札幌トヨペット                          | プリンスホテル                                     | ―                                                  |
| 第52回 | 東京ガス                                           | 東芝 新日鐵広畑                                    | 電電東京                                           | ―                                                  | 岩手銀行                                           |
| 第53回 | 日産自動車                                         | 住友金属 明治生命                                  | 日本鋼管福山                                       | ―                                                  | 北海道拓殖銀行                                     |
| 第54回 | 東芝                                               | 新日鐵グループ                                     | 日本通運                                           | ―                                                  | ―                                                  |
| 第55回 | 熊谷組                                             | 日産自動車 北海道拓殖銀行                          | 日本鋼管 新日鐵大分                                | ―                                                  | ―                                                  |
| 第56回 | 川崎製鉄神戸                                       | 東芝 岩手県経済連                                  | 日本生命                                           | スリーボンド                                       | ―                                                  |
| 第57回 | 大阪ガス                                           | 日本石油 プリンスホテル                            | 川崎製鉄千葉                                       | NTT北陸 国鉄名古屋                                 | ―                                                  |
| 第58回 | プリンスホテル                                     | 東芝                                               | 王子製紙苫小牧 ヤマハ                              | ヨークベニマル                                     | ―                                                  |
| 第59回 | 東芝                                               | 熊谷組                                             | 大阪ガス 松下電器                                  | NTT東海                                            | ―                                                  |
| 第60回 | プリンスホテル                                     | 松下電器                                           | 大昭和製紙北海道                                   | 熊谷組                                             | ―                                                  |
| 第61回 | JR東日本                                           | プリンスホテル                                     | ヤマハ 新日鐵広畑                                  | ―                                                  | ―                                                  |
| 第62回 | 東芝                                               | 日立製作所                                         | 松下電器                                           | 三菱重工長崎                                       | ―                                                  |
| 第63回 | 熊谷組                                             | 日本生命                                           | プリンスホテル                                     | ―                                                  | ―                                                  |
| 第64回 | 日本石油                                           | 三菱自動車川崎                                     | いすゞ自動車                                       | 中山製鋼 日本通運                                  | ―                                                  |
| 第65回 | 川崎製鉄千葉                                       | NTT東京                                            | 本田技研鈴鹿                                       | 西濃運輸                                           | ―                                                  |
| 第66回 | JR東日本東北                                       | 川崎製鉄千葉                                       | 日本石油                                           | NKK                                                | ―                                                  |
| 第67回 | 本田技研                                           | 朝日生命                                           | 新日鐵君津                                         | 昭和コンクリート                                   | ―                                                  |
| 第68回 | 川崎製鉄千葉                                       | 日産自動車                                         | 西濃運輸                                           | 日本生命                                           | ―                                                  |
| 第69回 | 川崎製鉄千葉                                       | 日産自動車                                         | 西濃運輸                                           | 日立製作所                                         | ―                                                  |
| 第70回 | 東芝                                               | 松下電器                                           | 日産自動車                                         | ―                                                  | ―                                                  |
| 第71回 | 新日鐵君津                                         | 三菱自動車川崎                                     | 西濃運輸                                           | 大阪ガス                                           | ―                                                  |
| 第72回 | JT                                                 | 三菱自動車岡崎                                     | 河合楽器                                           | ―                                                  | ―                                                  |
| 第73回 | NTT東日本                                          | ホンダ熊本                                         | いすゞ自動車                                       | ―                                                  | ―                                                  |
| 第74回 | 富士重工業                                         | JR東日本                                           | シダックス                                         | 三菱ふそう川崎                                     | ―                                                  |
| 第75回 | ホンダ                                             | JT                                                 | 七十七銀行                                         | 王子製紙                                           | ―                                                  |
| 第76回 | 日立製作所                                         | 日産自動車                                         | NTT東日本                                          | 三菱ふそう川崎                                     | 住友金属鹿島                                       |
| 第77回 | JR東日本                                           | JFE東日本                                          | TDK                                                | ―                                                  | ―                                                  |
| 第78回 | JR東日本                                           | 東芝                                               | 鷺宮製作所                                         | ―                                                  | ―                                                  |
| 第79回 | 富士重工業                                         | JFE東日本                                          | 新日本石油ENEOS                                    | JR東日本                                           | ―                                                  |
| 第80回 | 東京ガス                                           | NTT東日本                                          | 日立製作所                                         | Honda                                              | ―                                                  |
| 第81回 | 住友金属鹿島                                       | 東京ガス                                           | NTT東日本                                          | 東芝                                               | ―                                                  |
| 第82回 | 住友金属鹿島                                       | NTT東日本                                          | NTT西日本                                          | ―                                                  | ―                                                  |
| 第83回 | JR東日本                                           | NTT東日本                                          | JFE東日本                                          | ―                                                  | ―                                                  |
| 第84回 | JR東日本                                           | 東芝                                               | 新日鐵住金かずさマジック                           | 日本製紙石巻                                       | ―                                                  |
| 第85回 | NTT東日本                                          | 西濃運輸                                           | JR東日本                                           | 富士重工業                                         | ―                                                  |
| 第86回 | NTT西日本                                          | JX-ENEOS                                           | JR東日本東北                                       | ―                                                  | ―                                                  |
| 第87回 | 日立製作所                                         | 東京ガス                                           | NTT東日本                                          | ―                                                  | ―                                                  |
| 第88回 | NTT東日本                                          | 東芝                                               | JR西日本                                           | ―                                                  | ―                                                  |
| 第89回 | JR東日本                                           | NTT東日本                                          | JR西日本                                           | ―                                                  | ―                                                  |
| 第90回 | JFE東日本                                          | 日立製作所                                         | 東芝                                               | ―                                                  | ―                                                  |
| 第91回 | 新型コロナウイルス感染対策のため応援団が編成されず | 新型コロナウイルス感染対策のため応援団が編成されず | 新型コロナウイルス感染対策のため応援団が編成されず | 新型コロナウイルス感染対策のため応援団が編成されず | 新型コロナウイルス感染対策のため応援団が編成されず |
| 第92回 | 実施されず                                         | 実施されず                                         | 実施されず                                         | 実施されず                                         | 実施されず                                         |
| 第93回 | 実施されず                                         | 実施されず                                         | 実施されず                                         | 実施されず                                         | 実施されず                                         |
| 第94回 | 東芝                                               | JR東日本                                           | 七十七銀行                                         |                                                    |                                                    |

### 決勝戦の応援席の演出
- 通常の試合では一・三塁側の応援席（最前列に応援ステージあり）の1階席とバルコニー席の中間の仕切に「（ホームタウンの自治体名）代表（チーム名）」（例：「にかほ市代表・TDK」「大阪市代表・日本生命」）または「（ホームタウンの自治体名）（チーム名）」（例：「川崎市・TOSHIBA」）の横断幕を出す（先述したように東京特別区は一律東京都代表扱いなので「東京都代表・東京ガス」、「東京都・NTT東日本」などとなる）。決勝戦では更に2つのくす玉（野球ボールをかたどったデザイン）が吊るされ、試合終了後に勝敗に関わらず両チーム応援席で割られる。優勝チームは2つとも割られ、紙テープや風船と共にうち1つは「優勝おめでとう」の垂れ幕、また優勝・準優勝チームに関わらず割られるもう1つのくす玉には「ご声援ありがとうございました」の垂れ幕が垂れ下がる。
- なお、2023年の第94回大会ではくす玉は設置されず、垂れ幕のみとなった。

### ダイヤモンドサポーター
- 応援団[注釈 27] とは別に、出場チームは「マスコットガール」（2022年の第93回大会から名称変更（後述））を指名し、ベンチ入りさせる。マスコットは、通常、チームの攻撃中にベンチ前に立ち、バッターがホームランを打つとベンチに戻るときに熊のぬいぐるみを渡し、バッターはぬいぐるみをスタンドの応援席に投げ込む。第90回大会からは安全性を考慮して、攻撃時もベンチ内待機となった。マスコットは通常、所属企業または関連企業の女性社員[注釈 28] が務めるが、例外もある。SUBARUでは、例年太田市の女性職員がマスコットを務める。第79回大会で優勝した新日本石油ENEOSでは、野球教室に参加した中学ソフトボール部員がマスコットを務めた。またクラブチーム等では本拠地の「ミス○○」がマスコットガールになることがある。マスコットは女性に限定されておらず、女性の代わりに企業アピールの着ぐるみが現れたり[注釈 29]、第78回大会に初出場した岩手21赤べこ野球軍団のように男性が務めたりすることもある。
- かつては公式ガイドブックに掲載されることがあったが、現在もテレビ中継では各チームの初戦でプロフィール等が紹介されるほか、5いっしょ3ちゃんねる加盟局（及びJスポーツ）で放映される「都市対抗野球大会ダイジェスト」では、それぞれのチームの初戦のときにマスコットが郷土や企業の紹介をする。
- 各地区予選においても選出していたケースがある。クラブチームや専門学校チームなどはマネージャーや学生等が務めることもあった。
- 第91回大会では、新型コロナ感染拡大防止のため、マスコットも採用されなかった。
- 第93回大会から、「ダイヤモンドサポーター」（NTT西日本の例）と名称が変更された。

## テーマ曲
我街の誇り
作詞：伊集院静 作曲・編曲：林哲司
3代目のテーマ曲で、日本野球連盟設立70周年を記念し2019年（令和元年）の第90回大会より使用。社会人野球日本選手権大会においても共通で演奏される。

### 過去のテーマ曲
都市対抗野球行進歌
作詞：小島茂蔵（名義上） 作曲：古関裕而
初代のテーマ曲で、1934年（昭和9年）の第8回大会より採用。神宮球場を会場としていた時期に作られたため「外苑」が歌詞に含まれている。作詞者は名義上「小島茂蔵」とされているが、実作者は知人の名義を借りて東京日日新聞主催の懸賞募集に入選した島田磬也である。日本コロムビアから発売されたSP盤の編曲は奥山貞吉で、中野忠晴とコロムビア合唱団の歌唱。
都市対抗を讃える野球の歌
作詞：青木薫 補作：サトウハチロー 作曲：古関裕而
2代目のテーマ曲で、1949年（昭和24年）の第20回大会から2018年（平成30年）の第89回大会まで使用。1969年（昭和44年）の第40回大会開催時にコロムビアが三鷹淳の歌唱によるシングル盤を製造したが、戦前の「行進曲」とは対照的に長らくCD音源化の機会に恵まれず2021年（令和3年）発売の『古関裕而秘曲集 プレミアム編』で初めてCD収録が実現した。

## 開会式
- 開会式は、大会初日の開幕試合前に行われる。出場全チームの入場行進が行われ、前年度優勝チームから持ちまわり賞品（優勝旗等）の返還、選手宣誓（開幕試合で対戦する両チームの主将が行う[注釈 30]）、10年出場審判員の表彰が行われる。
- 参加するチームの負担を減らす目的で、2003年から開会式を簡略化し、全チームの入場行進を行わないこととしたが、2006年から従来の形式に戻った。ただし、2009年は記念大会（80回大会）であり、初日から1日3試合、また4試合開催日もあったことから日程の都合上、開幕戦前の式典は持ちまわり賞品の返還、及び10年連続出場選手・審判員表彰、功労賞表彰など簡易的に留めた。

## 始球式
始球式は1回戦、2回戦・準々決勝、準決勝・決勝に分けられる。
- 1回戦（各チーム初戦）の始球式では、各チームが選んだ者が始球式を行う。よって、2人同時に投球を行うこととなる。多くはチーム本社の役員や本拠地としている自治体の首長やミスコンテストのグランプリがマウンドに上るが、出場チームが指導している少年野球チームの選手などが務めることもある。ホームベース脇に2枚のプレートが置かれ、マウンド脇から球審の合図で2投手が対戦相手チームの1番打者に向かって投球する。
- 2回戦・準々決勝の始球式では、主催者の毎日新聞社が紙上で公募した2人組がバッテリーとして登場する。
- 準決勝・決勝の始球式には、著名人や社会人野球OBが登場する。第82回大会以降の投球者は次のとおり。

|            | 準決勝                      | 準決勝                                     | 決勝                                             |
| 第82回大会 | 足立光宏（大阪大丸→阪急）   | 山口高志（松下電器→阪急）                  | 赤星憲広（JR東日本→阪神）                        |
| 第83回大会 | 松沼博久（東京ガス→西武）   | 仁志敏久（日本生命→巨人ほか）              | 中島梨紗（第5回IBAF女子ワールドカップ日本代表）  |
| 第84回大会 | 外木場義郎（電電九州→広島） | 角盈男（三菱重工三原→巨人ほか）            | 福嶋一雄（八幡製鉄）                             |
| 第85回大会 | 工藤阿須加（俳優）          | 川島勝司（元ヤマハ監督。日本野球連盟参与） | 張富士夫（日本体育協会会長）                     |
| 第86回大会 | （一般応募者）              | 稲村亜美（タレント）                       | 上野由岐子（ソフトボール・ビックカメラ高崎投手） |
| 第87回大会 | （一般応募者）              | 東京ブルーサンダースのバッテリー           | 山中正竹（元住友金属）                           |
| 第88回大会 | （一般応募者）              | 平松政次（日本石油→大洋）                  | 小池百合子（東京都知事）                         |
| 第89回大会 | （一般応募者）              | 黒江透修（立正佼成会→巨人）                | 杉浦正則（元日本生命）                           |
| 第90回大会 | （一般応募者）              | 攝津正（JR東日本東北→ソフトバンク）        | 落合博満（東芝府中→ロッテほか）                  |
| 第91回大会 |                             |                                            |                                                  |
| 第92回大会 |                             | 野村忠宏（ミキハウススポーツクラブGM）     | 栗林良吏（トヨタ自動車→広島）                    |
| 第93回大会 |                             | 佐藤公治(元日産サニー札幌）                | 松永勝己（元住友金属監督・松永怜一の長男）       |

このほか、第76回大会（2005年）には横綱・朝青龍、第89回大会（2018年）には湯上剛輝、リーチマイケル、ティミィ・キーナン、第92回大会（2021年）の開幕戦には三代目J SOUL BROTHERSの今市隆二が登板した。

## テレビ・ラジオ・ネット中継

### 現行

#### 東京ケーブルネットワーク（TCN）
- 東京ケーブルネットワーク（TCN）は、開催球場の運営会社である株式会社東京ドームの持分法適用関連会社である。こうした関係もあり、東京ドームで開催される大会の1回戦から決勝戦までの全試合を制作している（製作著作のクレジットはTCN単独表記）。また、関連会社のTCPが制作技術協力として名を連ねている。
- 社会人野球の監督経験者を解説者として迎えるほか、実況にはTCP Artist（TCPのタレント部門）所属を含めたフリーアナウンサーを多数起用している。
- 試合中には、両チームの情報を伝えるリポーターが1人配置されている。なお、リポーターは試合後の勝利監督インタビューも担当する。決勝戦では、これとは別に両チームの応援席にもリポーターが配置される。
  - 実況アナウンサー（第95回大会） - 太字はTCP Artist所属（業務提携を含む）
    - 上野晃・槇嶋範彦・村山喜彦（日本テレビ放送網から出向）・矢野吉彦・中田浩光・松岡俊道・近藤祐司・寺島啓太・佐藤巧
    - 中田浩光・寺島啓太はリポーターも兼任

  - リポーター（第95回大会） - 太字はTCP Artist所属（業務提携を含む）
    - 羽村亜美・佐久間むつみ・中願寺香織・中嶋絵美
- 第92回大会（2021年）からは、トラックマンとの提携により、投球の回転数、打球速度などの各種データを表示している。また、2回戦以降はデータ解説担当の解説者も出演している。
- スコアテロップはTCNで使っているもの（TCPの汎用デザイン）をそのまま放送していたが、第85回大会（2014年）よりJ SPORTS STADIUM（『野球好き』）に準じた内容となっている。ただし、『野球好き』の部分が下記の通りに変更されている。
  - 左側 - 獅子をイメージした大会のシンボルマーク（ハイライト映像挿入時の開始時と終了時にも使用）
  - 右上 - 回数表示（英語表記）　※第95回大会（2024年）は『95th』と表示
  - 右下 - 都市対抗
- TCNが制作した大会の中継映像は、上記の解説・実況・リポーター等の音声を含めて映像配給を受けた下記の各媒体にて放送・配信されている。
  - 東京ケーブルネットワーク（TCN） - サービスエリアの文京区、荒川区、千代田区では、独自放送チャンネル（2012年以後「あらぶんちょ10ch」）にて1回戦からの全試合が生中継されている。
  - J SPORTS - 第85回大会（2014年）より、生中継を中心に1回戦からの全試合を放送している（有料放送）。なお、J SPORTS STADIUM（プロ野球中継）の放送時間と重なった場合については、当日又は翌日にニアライブで放送される。NHK BS1が生中継を行う決勝戦及び準決勝のうちの1試合については、第87回大会（2016年）までは当日又は翌日にニアライブで放送されていたが、第88回大会（2017年）以降は並列放送で同時生中継となっている。当初はJ SPORTS2やJ SPORTS3を中心に放送されたが、第93回大会（2022年）はJ SPORTS1を中心に放送される（放送チャンネルは開催日ごとに異なる）。
    - 『J SPORTSオンデマンド』でも一部試合を除いて生中継による配信を行っている。また、放送終了後の見逃し配信（こちらは全試合）にも対応している。
    - かつては、J SPORTS3の前身であるスポーツ・アイ ESPNにて1990年代当初から第76回大会（2005年）まで全試合生放送で中継されていた。
    - TCNではJ SPORTSも配信しており、同じ内容を独自放送チャンネル・J SPORTSで重複放送[注釈 40] する格好となっている。
    - 第88回大会（2017年）の準決勝と決勝は、主音声ではJ SPORTSのオリジナル版（決勝戦実況・島村俊治、解説・大久保秀昭=元日本石油選手・後身のJX-ENEOS監督　放送当時慶應義塾大学野球部監督）を送り、TCNの独自放送チャンネルや主要ケーブルテレビ局の自主放送チャンネル用（同実況・矢野、解説・高見泰範=バルセロナオリンピック日本代表選手 元東芝監督）は副音声で放送した。

  - 毎日新聞デジタル - 都市対抗野球の特設サイトにて、1回戦から決勝戦までの全試合を無料で生中継している。これにより、全国からパソコンやタブレット、スマホにて直接視聴することが可能となった。また、試合終了後には熱戦を伝えるダイジェスト映像も配信している。

#### NHK
- 第63回大会（1992年）より、決勝戦をNHK BS1（2023年12月からNHK BS2K放送）で生放送している。なおBS1では1990年代にその日のデーゲームで行われる試合を中心に連日1試合（準決勝は2試合とも）をピックアップして生中継した時期があった。またそれ以後も準決勝のうちの1試合を録画中継（2014年以降はナイターの第2試合を生放送）していたが、第88回大会（2017年）を最後に終了している。なお、2024年第95回は、パリオリンピックと日程が重なり、放送の都合が付かなかったため放送されない。
- かつては、決勝戦のみをNHK総合テレビジョンで第62回大会（1991年）まで放送されたことがあった。
- 中継映像はTCNが制作・配給したものを使用するが、解説者と実況アナウンサーはNHK独自のものに差し替えている。また、決勝戦の途中でTCN制作の映像で応援席レポートが入る場合には、NHK製作の独自映像に差し替える。スコアテロップは、NHKがプロ野球や高校野球で使用しているのと同一のものを使用する。

#### 都市対抗野球ダイジェスト
- 第85回大会（2014年）より、期間中の深夜帯に毎日放送している。5いっしょ3ちゃんねる加盟局（関東地方の独立局5局[注釈 41]）の共同制作となっている。
  - 1990年代初期には、日本テレビ放送網でも試合日の翌日早朝にダイジェスト（当該番組とは無関係）を放送したことがあった。
- 東京ドーム内にある特設スタジオから放送されている。30分番組のダイジェストではあるが、大会を地上波で直接視聴することができる唯一の番組である。また、J SPORTSでも放送される（こちらは有料放送）。第93回大会（2022年）からは、YouTubeの番組公式チャンネルにて放送終了後にアーカイブ配信されることで関東地方以外の全国から視聴することが可能になった。更に第96回大会（2025年）からは、TVerでの見逃し配信もされることになった[注釈 42][30]。
- 中田浩光が番組MCを担当し、社会人野球の監督経験者が日替わりで解説者として登場する。
- 2024年の第95回大会においては放送されず、2025年の第96回大会で2年ぶりの放送となる[30]。

#### その他
- 岐阜放送では西濃運輸が出場する場合のみ、ラジオ・テレビで中継することがある〔ラジオはラジオ日本、テレビはTCN（以前はテレビ東京の協力）〕が、2008年は実施されなかった。しかし、2014年は初戦からラジオ中継を実施している（ナイター開催時は本来の雨傘番組のネットを取りやめ、デーゲーム時は通常番組を休止させて対応。決勝戦は巨人戦の放送を休止してRFから裏送りで放送）。
- 第77回大会（2006年）で、東北勢では初めて優勝したTDKの決勝戦は、秋田放送の自社制作により、当日のプロ野球（甲子園球場で行われた阪神×巨人）の放送を取りやめたうえで、ABSダイナミックナイター枠でラジオ中継された。
- 全足利クラブの試合を栃木放送が生中継した（2014年）。
- 北海道ではHBCラジオ、STVラジオで北海道のチームが登場する試合を中継していた。
- コミュニティFMでの中継は多く、Jリーグと並ぶ地域密着コンテンツの一つとなっている。
  - ヤマハ硬式野球部の試合は浜松エフエム放送が、2006年・2007年・2008年にはエフエムもりぐちが松下電器（当時）の試合を現地から葛飾エフエム放送・おおたコミュニティ放送と協力して生中継した。2013年・2014年にはかずさエフエムが新日鐵住金かずさマジックの試合を生中継した。
  - 2014年は仙台シティエフエムが七十七銀行の初戦を、おおたコミュニティ放送が富士重工業の試合を生中継。
  - 2015年はラジオ石巻が日本製紙石巻硬式野球部の試合を生中継。

これらのローカル中継は予選の代表決定戦でも実施されることがある。

### 過去
- 11月に開催された第51回大会1980年は、一部の試合を東京12チャンネル（現在のテレビ東京）で放送したことがある。
- 第73回大会（2002年）からはBS衛星放送のデジキャス（デジタルデータ放送）での中継も行われていたが、2006年の廃局とともにその中継も打ち切られた。
- 第77回大会（2006年）から第84回（2013年）まではGAORAで全試合中継した（約半分=主として平日日中の試合と準決勝・決勝が生中継。平日のナイター等一部プロ野球中継との兼ね合いで当日深夜か翌日早朝の録画（ニアライブ）の場合もある。それ以前からも準々決勝以降全試合を生中継していた。提供は日本野球連盟加盟の社会人野球チームの母体企業で構成する「日本野球振興世話人会」。なお大会後改めて準々決勝以後の試合を週末にノーカット再放送する。（2007年度は9月以後随時1回戦からの全試合を再放映。この時は提供スポンサーなしでCMはパーティシペーションのスポット）
  - TCNが製作・配給した中継映像を使用し、TCNの解説者や実況アナウンサー、リポーターがそのまま出演していた。
  - 準決勝までの生放送中は、前の試合終了後から次の試合開始までの間は時間が空くため、フィラーとして過去の大会の名勝負の映像や、別番組を放送した。
  - 第80回第1日（2009年8月21日）は、記念大会の特例[注釈 43] で、第3試合「日立製作所対三菱自動車岡崎」は一度17時開始のところから最初の1時間を生放送した後、京セラドーム大阪からのプロ野球中継（阪神対広島）を放送するため一旦中断し、同日深夜（実際は8月22日）午前0時15分から4時まで改めて序盤の1時間の部分の再放映を含め放送した。
  - なお、2011年は大会史上初めて関東以外での開催（京セラドーム大阪）となるため、中継は地元・大阪のGAORA/毎日放送が主体となった製作体制（TCN、TCPも製作協力として参加）となるが、実況アナウンサーは基本的に東京ドーム開催のものと同じメンバーになっている。

## その他
- 公式ガイドブックが毎日新聞社の「サンデー毎日」増刊号として、毎年7月前半（または開催数週間前）に発売される。本戦出場チーム・選手の紹介（補強選手含む）、予選結果や大会の見どころが掲載される。全国の書店、駅売店のほか、会場の東京ドーム内でも販売される。また、表紙が特定出場チームの写真となっているものも存在しており、これはそのチームの別注版として関係者や応援入場者に配布されていたこともあった（誌面は一般販売と同じ）。
（1993年のみ、創刊されたグランドスラムでも出場全チームの写真名鑑を掲載）
- 本戦出場を決めたチーム同士が対戦する練習試合（オープン戦）を特に壮行試合と呼び、試合結果は翌日の毎日新聞スポーツ面に掲載される。本戦開幕まで2週間以内となる時期に行われる壮行試合には補強選手も出場する。
また、前年優勝で推薦出場の場合も予選最終日や翌日等に観客、応援団を動員して同地区のチームと壮行試合を行うケースが多い。